# 2016年香港立法會選舉
2016年香港立法會選舉於是香港特別行政區成立後的第6屆立法會選舉，於2016年9月4日舉行，當選議員的原本任期為2016年10月1日至2020年9月30日，共4年（後任期因疫情而延至2021年）。本屆選舉首次出現有參選人因政治審查被褫奪參選權，亦是首次有主要政黨候選人於投票日前宣佈放棄參與選舉或停止競選工程。
在本次選舉中，泛民主派、本土派和自決派取得19席地區直選議員、10席功能界別議員，共計29席，維持分組點票的否決權；建制派取得16席地區直選議員、24席功能界別議員，共計40席，較上屆減少3席。
是次立法會選舉的投票率為58.28%，創下歷屆新高，眾多投票站亦因投票人數增長而出現排隊投票的情況，更有部分人流過多的票站投票程序延至翌日（9月5日）方才結束。2016年香港立法會選舉亦成為《Google 2016年度搜尋排行榜》香港熱爆本地頭條組別的第一位。
2020年時任行政長官林鄭月娥以2019冠狀病毒疫情嚴峻為由，將第7屆立法會選舉日期押後一年舉行，全国人大常委会為此通過《全國人民代表大會常務委員會關於香港特別行政區第六屆立法會繼續履行職責的決定》，延長本屆立法會任期不少於一年直至2021年12月31日，共計5年任期。

## 背景
梁振英上台後，國教風波、因自由行等引起的陆港矛盾令香港社會充斥怨氣。2014年8月31日，全國人大常委會就香港政改制定831方案，導致長達79日的雨傘革命。2015年6月18日政改方案終於在只有37人參與表決的情況下，以8人贊成、28人反對、33人無投票的情況下被大比數否決。在同年11月22日舉行的區議會選舉，建制派雖仍主導18區區議會，但議席減少；泛民主派的議席輕微增加，加上部分被指是傘兵的本土派的當選，香港的政治版圖出現變化。
經歷2014年雨傘革命，2016年的農曆新年旺角騷亂及立法會新界東補選，令年轻一代政治素人以及本土派崛起，使香港政治光谱出現變化。不过由于多名候选人被褫夺参选权，以及选后被褫夺议员资格，在被连番打压下，年轻一代政治素人和本土派以及整个民主阵营都遭受重创。
由於2017年香港特別行政區行政長官選舉將於2016年香港立法會選舉六個月後舉行，使是次選舉因被認為能影響來年行政長官人選及梁振英能否獲得支持連任而受到各界關注。

## 選舉制度及議席分配

### 地方選區
全港分為五個地方選區，以地區直選選出共35位立法會議員。隨著各區人口轉移，是次選舉中九龍西增一席，香港島減少一席，其他三區則維持不變。分配方法是按全港預計人口總數除以35得出標準人口基數（{\displaystyle 7\ 370\ 500\div 35=210\ 586}），再按每個分區預計人口除以標準人口基數來計算每個地區所分配的議席，但不能違反香港《立法會條例》第19條，每個地方選區須選出的議員人數不得少於5名，亦不得多於9名。每個選區均採用名單比例代表制，以最大餘額法的黑爾數額點票。以下是地方選區的議席分配：
| 地方選區 | 地方選區 | 所包括之 區議會分區                | 截至2016年 6月30日的 預計人口 | 2012年 議席數目 | 2016年 議席數目 | 增減 | 所得數目  | 偏離百分比 |
| -------- | -------- | ---------------------------------- | ----------------------------- | --------------- | --------------- | ---- | --------- | ---------- |
|          | 香港島   | 中西區 灣仔區 東區 南區            | 1,268,000                     | 7               | 6               | ▼ 1  | 1,263,516 | ▲ 0.35%    |
|          | 九龍西   | 油尖旺區 深水埗區 九龍城區         | 1,141,900                     | 5               | 6               | ▲ 1  | 1,263,516 | ▼ 9.63%    |
|          | 九龍東   | 黃大仙區 觀塘區                    | 1,084,600                     | 5               | 5               | ━    | 1,052,930 | ▲ 3.01%    |
|          | 新界西   | 荃灣區 屯門區 元朗區 葵青區 離島區 | 2,100,400                     | 9               | 9               | ━    | 1,895,274 | ▲ 10.82%   |
|          | 新界東   | 北區 大埔區 西貢區 沙田區          | 1,775,600                     | 9               | 9               | ━    | 1,895,274 | ▼ 6.31%    |

- 分界圖索引（页面存档备份，存于）
- 香港島（页面存档备份，存于）
- 九龍西及九龍東（页面存档备份，存于）
- 新界西（页面存档备份，存于）
- 新界東（页面存档备份，存于）

### 功能界別
本次選舉將重新選出29個功能界別共35位議員，當中勞工界功能界別佔3席，區議會（第二）功能界別（俗稱「超級區議會」）佔5席：
1. 鄉議局
2. 漁農界
3. 保險界
4. 航運交通界
5. 教育界
6. 法律界
7. 會計界
8. 醫學界
9. 衛生服務界
10. 工程界
11. 建築、測量、都市規劃及園境界
12. 勞工界（3席）
13. 社會福利界
14. 地產及建造界
15. 旅遊界
16. 商界（第一）
17. 商界（第二）
18. 工業界（第一）
19. 工業界（第二）
20. 金融界
21. 金融服務界
22. 體育、演藝、文化及出版界
23. 進出口界
24. 紡織及製衣界
25. 批發及零售界
26. 資訊科技界
27. 飲食界
28. 區議會（第一）
29. 區議會（第二）（5席）

不同的功能界別採用不同的投票制度選出議員。除特別註明外，各功能界別均有一席︰
- 4個「特別功能界別」，即鄉議局、漁農界、保險界、航運交通界，採取「按選擇次序淘汰」投票制。
- 勞工界功能界別，共3席，採用「全票制」，界別中每一個團體（即選民）各有3票，以選出3個議席。
- 區議會（第二）功能界別，共5席，採取「比例代表名單」投票制，以最大餘額法的黑爾數額點票。
- 其餘23個普通功能界別，採取「相對多數制」投票制，每名屬於該界別的公司或選民均有權投一票。

## 競選部署

### 建制派
在年初舉行的新界東補選，代表建制派參選的民建聯周浩鼎並未獲得全體建制派支持，令建制派選情可能受影響。
- 民主建港協進聯盟：上屆民建聯採取分拆名單的策略見效，加上受惠泛民策略失利，9張直選名單報捷，時任副主席李慧琼於超級區議會成功連任，鞏固立法會第一大黨地位。然而，面對鄉事派及其他建制派組黨參選，加上兼任立法會議員的香港島的鍾樹根及新界東的葛珮帆於去年區議會選舉連任失敗，以及新界西梁志祥因不獲鄉事派支持而連任元朗區議會主席失敗，民建聯預計不能保住原有地區直選的9席。今屆只在新界西及新界東採取分拆名單策略，副主席張國鈞取代鍾樹根以名單第一位參選香港島（鍾樹根排名單第二位），葛珮帆及陳克勤續選新界東，陳恆鑌及梁志祥續選新界西，蔣麗芸續選九龍西，區議員柯創盛接替陳鑑林參選九龍東，主席李慧琼和副主席周浩鼎參選超級區議會，分別負責港九及新界[12]。時任立法會主席曾鈺成不再於是次選舉競逐連任議員，意味他於2016年9月30日本屆立法會任期屆滿完結後並退任現屆香港立法會議員主席。
- 香港工會聯合會：工聯會上屆取得6席，成為立法會第三大黨。為培育新人，今屆勞工界議員鄧家彪及郭偉強分別轉戰新界東及香港島，由王國興接替陳婉嫻參選區議會（第二）功能組別議席，同時新界西的麥美娟及九龍東的黃國健爭取連任。工聯會不派出人參選九龍西[13][14]。
- 香港經濟民生聯盟：由經濟動力主要成員組成的經民聯擁有7名立法會議員，是立法會第二大黨。但除了梁美芬來自直選（以「獨立」身份參選，西九新動力及九龍社團聯會成員），其餘均來自功能組別。今屆只有梁美芬繼續於九龍西尋求連任，除劉皇發外，其餘成員均循所屬功能組別連任。
- 新民黨：上屆副主席田北辰於新界西當選，使新民黨得以擴張版圖。為開拓更多票源，新民黨自上屆選舉後積極邀請區議員入黨，更於2014年與活躍於新界東的公民力量結盟，使區議員躍升至31個，成為建制派區議會第三大黨。惟2015年香港區議會選舉，本屬公民力量成員的新民黨區議員於新界東大敗，新民黨亦於港島區失利，令新民黨進佔新界東的意圖受到打擊。新民黨派出新人容海恩參選新界東，而葉劉淑儀和田北辰在香港島及新界西角逐連任[15][16]。
- 自由黨：上屆田北俊循新界東重返議會，惟時任主席劉健儀轉戰香港島地區直選失敗。自由黨雖是建制派一員，亦有投票支持政改，但於2012年特首選舉中，公開支持唐英年，而跟梁振英政府交惡，不時針鋒相對，未有全面支持政府所有政策。田北俊在雨傘運動期間，亦因公開呼籲梁振英辭任特首而被褫奪政協一職，而自由黨亦是唯一一個表明不支持梁振英連任的建制派政黨。新界東派出青年團主席李梓敬出選，田北俊則排名單第二。新界西派出元朗區議員周永勤出選，飲食界張宇人、航運及交通界易志明及紡織及製衣界鍾國斌爭取連任。亦會有新人加入參選多個功能組別，包括出選商界（一）的陳浩濂，以及接棒方剛角逐批發及零售界的邵家輝。另外，港視主席王維基視為友好名單，將協助其選舉工程，不參選香港島。自由黨希望在議會奪取7至8席，加上連同泛民議席，或許使不支持梁振英連任的議員成為議會過半數。

### 民主派
上屆泛民主派因協調失敗，導致在地區直選僅比建制派多1席。雨傘運動後出現不少傘後組織的參選，以及本土派的崛起的影響均足以左右泛民選情。以新界東補選為例，得到多個泛民主派政黨擁護的公民黨參選人楊岳橋雖然以16萬多票當選，但屬本土派的本土民主前線梁天琦也取得6萬多票，佔總有效票數約15%。惟今次泛民主派在地區直選及功能界別屆出現大量名單，名單更較上一屆多。

#### 溫和民主派

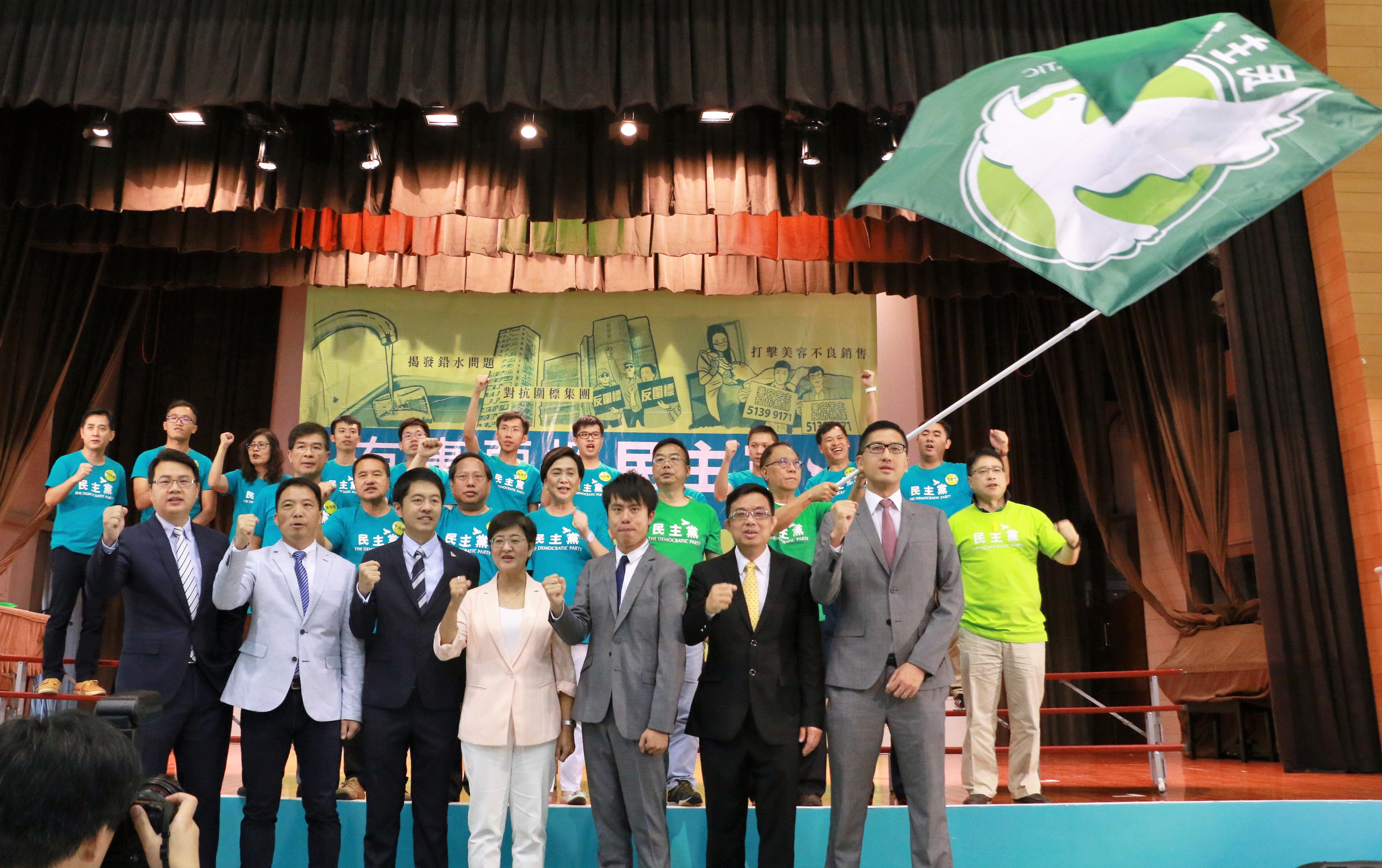
民主黨舉行立法會選舉誓師

- 民主黨：上屆因支持政改方案受人民力量狙擊，在新界分拆名單出選致票源分散，加上公民黨在新界西及香港島搶票，部份泛民主派選民反對民主黨支持2012年政改方案，導致在新界西全軍盡墨，失去泛民第一大黨地位。其後民主黨因支持和參與雨傘革命及投票反對政改，造成部分支持現政改並加強與中央政府溝通的狄志遠、黃成智等中間派退出民主黨，但成功重整路線。本屆選舉，民主黨每區只派一張名單出選。另外由林卓廷、許智峯、尹兆堅及鄺俊宇接棒，以進行世代交替[17][18][19]。
- 公民黨：上屆立法會選舉因在港島區及新界西採取「一張名單取兩席」而浪費大量選票，而排在名單第二位的兩位競逐連任立法會議員的公民黨黨員陳淑莊及余若薇均落敗，更間接導致民主黨失去新界西的原有兩席。今屆公民黨每區只派一席，並由陳琬琛參選區議會（第二）功能界別及郭榮鏗保住法律界的議席。由譚文豪排在名單第一位參選九龍東，現任議員梁家傑排名單第二，陳淑莊則再次參選香港島，並排至名單第一位。循年初補選當選的楊岳橋亦以一人名單出選新界東[20][21][22][23]。
- 工黨：上屆取得3個直選議席及社福界議席，但4名皆為資深議員[# 4]，加上成立時缺乏區議員作為樁腳，令接班問題難以落實。直至去年區議會選舉，工黨才在三名立法會議員所屬選區各取得一席區議會議席。今屆立法會選舉，三名地區直選議員皆尋求連任，另外派出主席胡穗珊出戰九龍東選區。
- 街坊工友服務處：一直以新界西為根據地。面對泛民多名重量級人物於去年區議會選舉落敗，無法參選超級區議會，梁耀忠因而於今屆轉戰超級區議會，新界西的原議席交棒予黃潤達。
- 香港民主民生協進會：馮檢基上屆轉戰超級區議會成功連任，但黨友譚國僑於九龍西未能接棒，維持「一人黨」的局面。然而，馮檢基於去年區議會選舉連任失敗，不能再循超級區議會連任，故今屆轉戰有民協區議員的新界西。由於今屆九龍西增加一席，民協因而派出副主席譚國僑矢志重奪九龍西老巢，又派出新人參選超級區議會。
- 新民主同盟：由多名因反對民主黨支持2012年政改方案而退黨成立，上屆范國威於新界東取得尾席入局。去年區議會選舉，新民主同盟派出16人參選，15人當選，及後林少忠重新加入，使得新同盟取得足夠提名票數派關永業於今屆參選區議會（第二）界別（因為參選人不能提名自己，但可以提名給另一位參選人）。該黨區議員譚凱邦原本打算出選新界西，但於7月21日宣佈由於太太病重而決定不參選[24]。
- 18專業團體[# 5]：參選傳統功能界別，以求打破建制派的壟斷局面。另有團體支持其他泛民主派候選人。

#### 激進民主派

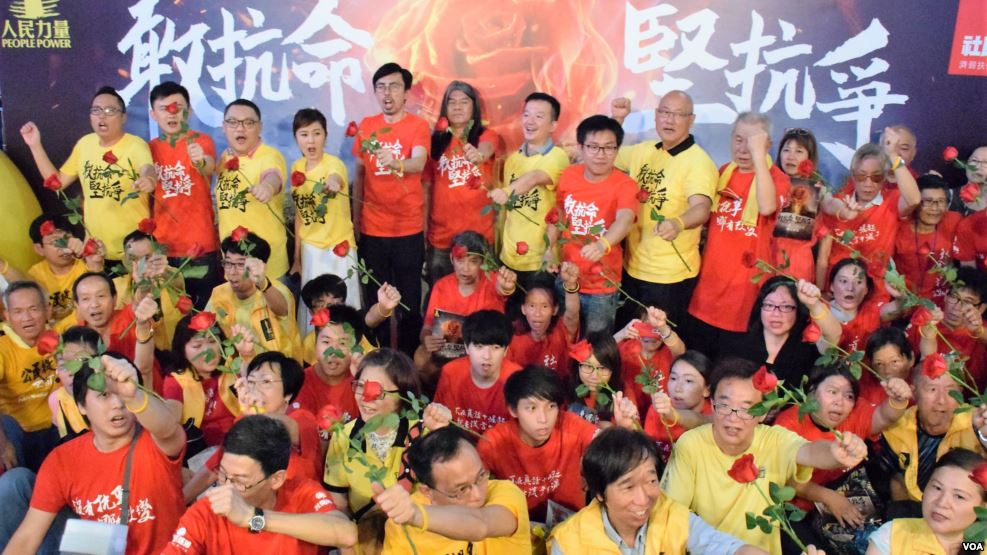
人民力量及社民連宣佈合組「抗命派」選舉聯盟，出選立法會選舉

- 社會民主連線及人民力量聯盟，或人社聯盟：上屆社民連內部因在狙擊民主黨的問題上出現分歧，導致陳偉業及黃毓民等人退黨另組人民力量。其後黃毓民退出人民力量，前藝人袁彌明接任人民力量主席，人力及社民連亦從此和解，共同參與領導議會的拉布抗爭。在2016年新界東補選後，因應本土派及新兩黨因支持度下降擔心共同以「敢抗命，堅抗爭」口號參與這次選舉。社民連上屆選舉只有梁國雄一人勝出。面對本土派崛起，今屆人民力量與社民連合組參選名單，其中在新界西選區便由兩黨各派出一名黨員（分別是社民連的黃浩銘，人民力量的陳偉業排名單第二位）合組一張名單出選，在其他選區則兩黨各自組織名單競逐議席，新界東是人民力量的陳志全及社民連的梁國雄組兩張名單競逐連任，香港島區是劉嘉鴻及袁彌明合組一名單參選，九龍西地區則是由社民連主席吳文遠參選。
- 前線：派出現任九龍東鑽石山龍星選區區議員譚香文，合組名單參選九龍東。

#### 民主自決派
- 香港眾志、小麗民主教室及土地正義聯盟：協調於3區參選，其中香港眾志主席羅冠聰出選香港島；而小麗民主教室的劉小麗及土地正義聯盟的朱凱廸分別出選九龍西和新界西[25]香港眾志副主席黎汶洛原打算出選九龍東，但因資金不足而放棄[26]。

#### 本土派

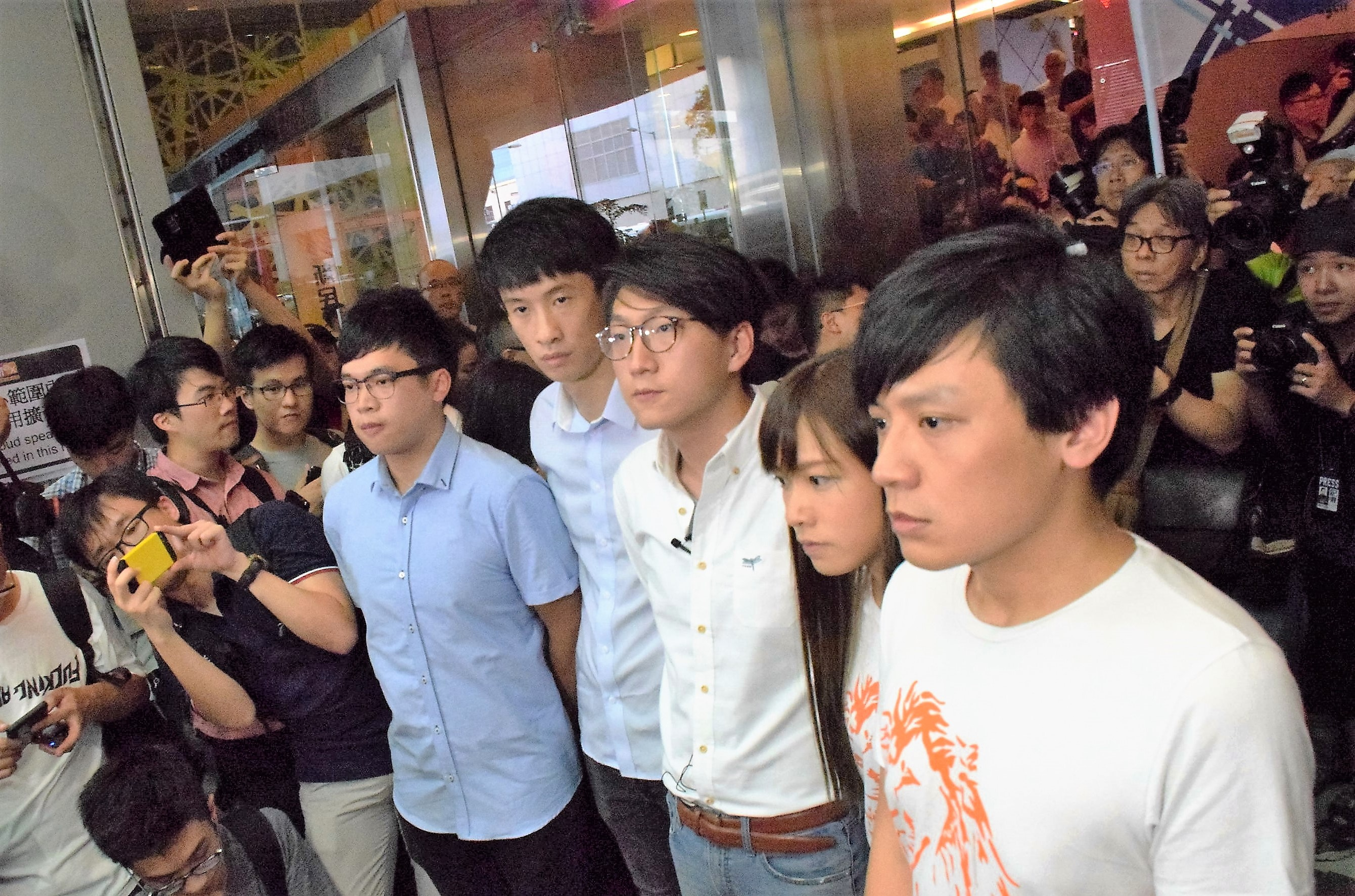
青年新政召集人梁頌恆(左二)與本民前前成員李東昇(左一)合組名單參選新界東地區直選

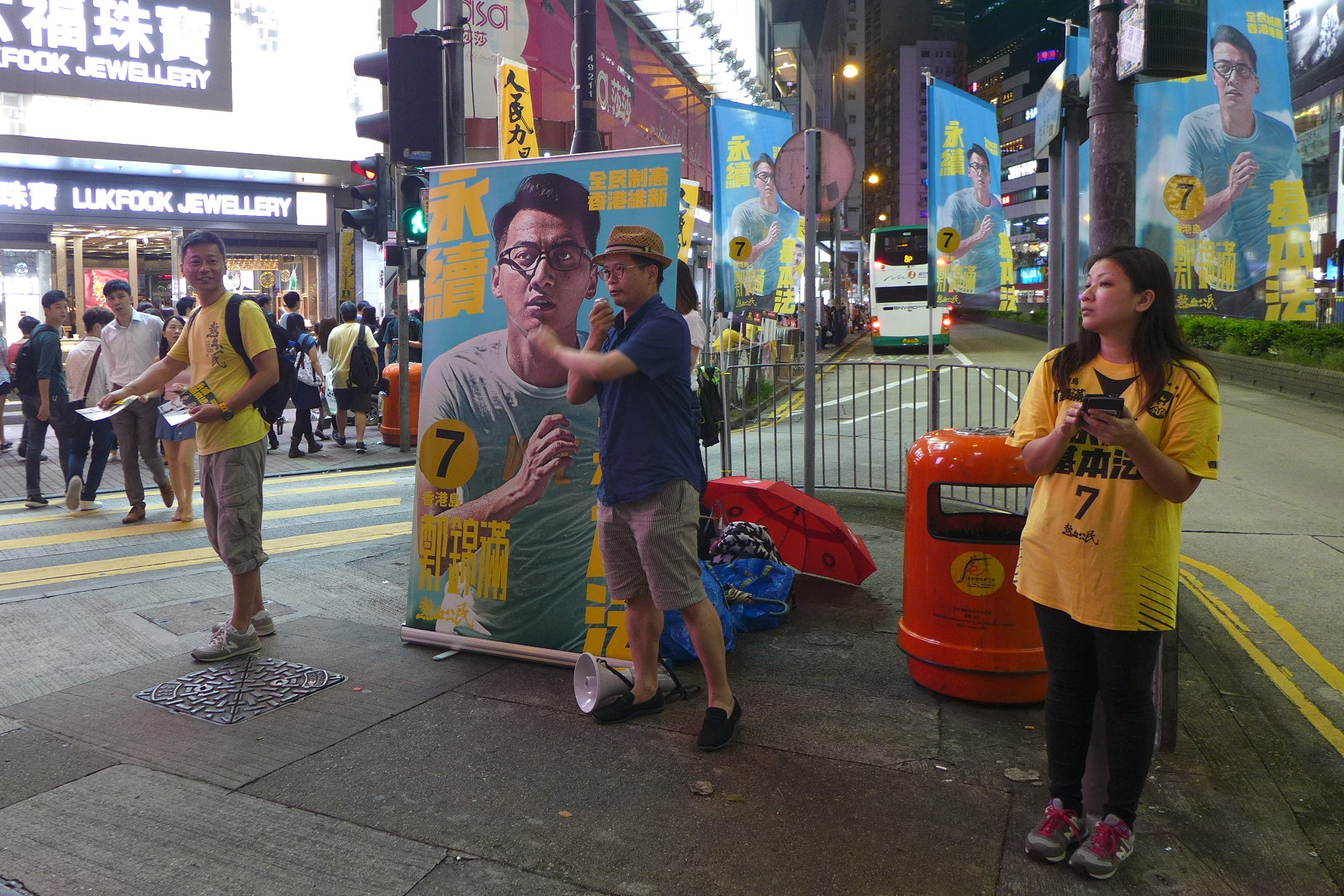
新界東候選人陳云根以「永續基本法，香港維新」，在銅鑼灣進行街站宣傳

- 熱血公民、普羅政治學苑及香港復興會，合稱「熱普城」，派人於五區參選，以「五區公投，全民制憲」、「永續基本法，香港維新」為競選綱領。鄭錦滿和鍾琬媛出選香港島、黃洋達出選九龍東、黃毓民和馬愉生出選九龍西、陳云根（陳雲）和李珏熙出選新界東、鄭松泰和張耀心出選新界西。「熱普城」以《香港城邦論》華夏邦聯作政治論述，而鄭錦滿一度被選舉主任以電郵詢問政治主張，但他和其他成員的參選資格之後亦獲得確認。
- 正義行動及北區水貨客關注組：正義行動召集人，沙田區區議員陳國強有意參選超區；但因提名不足，陳國強則改為出選新界東，與北區水貨客關注組的梁金成和正義行動邱文勁一同以無黨派候選人的名義合組名單出選，共同理念為支持及推動香港獨立[27]。陳國強主動致函選舉主任表達政治主張，被判定提名無效，名單剩餘梁金成和邱文勁。
- 香港民族黨：召集人陳浩天宣佈參與新界西的選舉，並以尋求香港獨立作為其主要政治綱領。2016年7月30日，選管會發電郵通知陳浩天，指其參選資格被取消[28]。
- 青年新政、東九龍社區關注組、天水圍民生關注平台及本土民主前線：前三者結盟為ALLinHK選舉聯盟參選，以「香港民族，前途自決」為競選綱領，原本打算派出4張地區直選名單，青年新政梁頌恆出選香港島，青年新政游蕙禎出選九龍西，青年新政黃俊傑與天水圍民生關注平台王百羽合組出選新界西、東九龍社區關注組發言人陳澤滔出選九龍東，並支持本土民主前線的梁天琦出選新界東。其後，梁頌恆放棄出選香港島，認為應將財政資源集中在有把握的地區[29]。梁頌恆後來決定排在新界西名單第三位報名參選，但在提名期將完結時梁頌恆退選新界西，改為與本土民主前線前成員李東昇出選新界東，作為本土民主前線的梁天琦未獲確認提名有效的後備方案[30]。最終青年新政的梁頌恆獲得參選資格，梁天琦被判定提名無效。

### 中間派

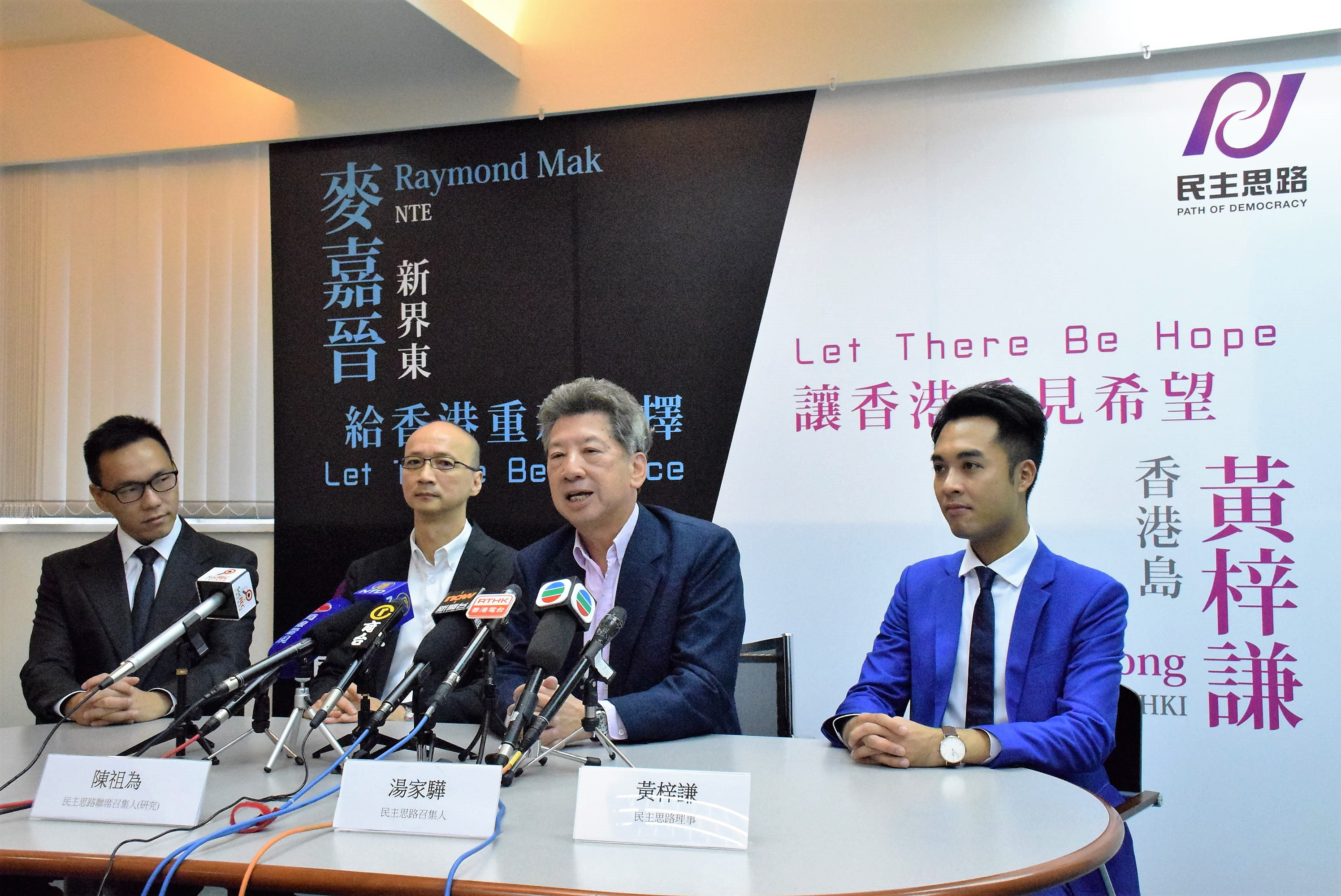
民主思路派出黃梓謙及麥嘉晉參與選舉，不過最終落敗

- 專業動力：派出方國珊參與新界東的選舉，惟方國珊仍自稱「獨立無政黨」。
- 民主思路：派出黃梓謙及麥嘉晉參與香港島和新界東的選舉。
- 新思維：派出狄志遠、黃俊瑯、彭意婷、陳麗紅組成四人名單參與九龍西的選舉[31]。原本新思維亦有廖添誠、姜炳耀、李維於新界東出選，但他們最後退黨獨立參選[32]。另外黃成智退黨以獨立身分參與社會福利界功能界別選舉。

## 不再尋求連任之議員
| 席位     | 選區／界別     | 政黨 | 政黨      | 議員   | 備註                         |
| -------- | -------------- | ---- | --------- | ------ | ---------------------------- |
| 地方選區 | 香港島         |      | 民建聯    | 曾鈺成 |                              |
| 地方選區 | 香港島         |      | 公民黨    | 陳家洛 |                              |
| 地方選區 | 九龍東         |      | 民建聯    | 陳鑑林 |                              |
| 地方選區 | 新界西         |      | 民建聯    | 譚耀宗 |                              |
| 功能界別 | 鄉議局         |      | 經民聯    | 劉皇發 | 後於2017年7月23日逝世        |
| 功能界別 | 醫學界         |      | 獨立      | 梁家騮 |                              |
| 功能界別 | 社會福利界     |      | 工黨/社總 | 張國柱 |                              |
| 功能界別 | 工業界（第二） |      | 獨立      | 林大輝 |                              |
| 功能界別 | 金融界         |      | 獨立      | 吳亮星 |                              |
| 功能界別 | 批發及零售界   |      | 自由黨    | 方 剛  |                              |
| 功能界別 | 區議會（第一） |      | 民建聯    | 葉國謙 | 未有參選2015年香港區議會選舉 |
| 功能界別 | 區議會（第二） |      | 工聯會    | 陳婉嫻 | 未有參選2015年香港區議會選舉 |

## 候選人提名
2016年立法會選舉，提名期為2016年7月16日至7月29日。本屆立法會選舉共收到154份提名表格，提名是否有效與候選人編號抽籤，於8月2日的候選人簡介會後公佈。當中，提名期結束時已有近一半功能界別、共12人自動當選。
- 香港島地方選區（页面存档备份，存于）
- 九龍西地方選區（页面存档备份，存于）
- 九龍東地方選區（页面存档备份，存于）
- 新界西地方選區（页面存档备份，存于）
- 新界東地方選區（页面存档备份，存于）
- 區議會（第二）功能界別（页面存档备份，存于）
- 傳統功能界別（页面存档备份，存于）

- 香港島地方選區（页面存档备份，存于）
- 九龍西地方選區（页面存档备份，存于）
- 九龍東地方選區（页面存档备份，存于）
- 新界西地方選區（页面存档备份，存于）
- 新界東地方選區（页面存档备份，存于）
- 區議會（第二）功能界別（页面存档备份，存于）
- 傳統功能界別（页面存档备份，存于）

### 改為排名單第二位或更改出選地區／界別之議員
| 席位     | 選區／界別     | 政黨 | 政黨     | 議員   | 備註                                                                   |
| -------- | -------------- | ---- | -------- | ------ | ---------------------------------------------------------------------- |
| 地方選區 | 香港島         |      | 民建聯   | 鍾樹根 | 排名單第二位                                                           |
| 地方選區 | 香港島         |      | 民主黨   | 單仲偕 | 排名單第二位                                                           |
| 地方選區 | 香港島         |      | 工聯會   | 王國興 | 改為出選區議會（第二）功能界別                                         |
| 地方選區 | 九龍東         |      | 公民黨   | 梁家傑 | 排名單第二位                                                           |
| 地方選區 | 新界西         |      | 人民力量 | 陳偉業 | 排名單第二位                                                           |
| 地方選區 | 新界西         |      | 街工     | 梁耀忠 | 改為出選區議會（第二）功能界別                                         |
| 地方選區 | 新界東         |      | 民主黨   | 劉慧卿 | 排名單第二位                                                           |
| 地方選區 | 新界東         |      | 自由黨   | 田北俊 | 排名單第二位                                                           |
| 功能界別 | 勞工界         |      | 工聯會   | 郭偉强 | 改為出選香港島選區                                                     |
| 功能界別 | 勞工界         |      | 工聯會   | 鄧家彪 | 改為出選新界東選區                                                     |
| 功能界別 | 區議會（第二） |      | 民主黨   | 何俊仁 | 落選2015年香港區議會選舉，失去資格。改為出選新界西選區，排名單第二位。 |
| 功能界別 | 區議會（第二） |      | 民協     | 馮檢基 | 落選2015年香港區議會選舉，失去資格。改為出選新界西選區。               |

### 退選／更改名單
| 選區／界別 | 政黨 | 政黨     | 參選人 | 備註 |
| ---------- | ---- | -------- | ------ | --- |
| 新界西     |      | 青年新政 | 梁頌恆 | 原本有意出戰香港島選區，後在新界西選區排於黃俊傑名單第三名，梁天琦不獲參選資格後，改為與本土民主前線前成員李東昇合組名單出選新界東選區。 |
| 工程界     |      | 公專聯   | 林禮昌 | 2016年7月28日退選 |

### 選舉主任名單
選區或界別的選舉主任如下：
| 姓名   | 選區   | 職位               |
| ------ | ------ | ------------------ |
| 鄧如欣 | 香港島 | 東區民政事務專員   |
| 郭偉勳 | 九龍西 | 九龍城民政事務專員 |
| 羅莘桉 | 九龍東 | 觀塘民政事務專員   |
| 羅應祺 | 新界西 | 葵青民政事務專員   |
| 何麗嫦 | 新界東 | 沙田民政事務專員   |

## 取消參選資格

### 未符合參選基本條件
| 選區／界別 | 政黨 | 政黨               | 參選人 | 對香港地位的政治主張 | 原因             |
| ---------- | ---- | ------------------ | ------ | -------------------- | ---------------- |
| 九龍西     |      | 獨立（香港民進黨） | 楊繼昌 | 香港自決             | 並未完成報名表格 |
| 新界東     |      | 全民在野黨         | 李慨俠 |                      | 提名不足         |

### 被褫奪參選權
五名參選人，由於未能通過選舉主任的政治審查，參選權遭受褫奪。
| 選區／界別 | 政黨 | 政黨                      | 參選人   | 對香港地位的政治主張         | 原因                           |
| ---------- | ---- | ------------------------- | -------- | ---------------------------- | ------------------------------ |
| 香港島     |      | 保守黨                    | 賴綺雯   | 香港歸英                     | 未能通過選舉主任設下的政治審查 |
| 新界西     |      | 香港民族黨                | 陳浩天   | 香港獨立                     | 未能通過選舉主任設下的政治審查 |
| 新界西     |      | 國民香港                  | 中出羊子 | 香港建國                     | 未能通過選舉主任設下的政治審查 |
| 新界東     |      | 獨立（正義行動/本土公民） | 陳國強   | 香港獨立                     | 未能通過選舉主任設下的政治審查 |
| 新界東     |      | 本土民主前線              | 梁天琦   | 曾支持香港獨立，後稱放棄主張 | 未能通過選舉主任設下的政治審查 |

### 選管會褫奪部份參選人資格的文件
| 陳浩天 1. 通知書理由書（页面存档备份，存于） 2. 理由書（一）（页面存档备份，存于） 3. 理由書（二）（页面存档备份，存于） | 中出羊子 1. 提名是否有效的決定通知書 2. 理由書 | 梁天琦 1. 理由書（页面存档备份，存于） |

## 選舉民意調查
是年香港大學民意研究計劃由香港有線電視、香港01及now寬頻電視三個贊助傳媒機構贊助，而政治組織民主動力由8月21日起加入贊助。滾動調查以電話訪問市民假如明日進行選舉會投哪張候選名單。不過，各機構預測結果的表達方式不同，有線電視包括不投票或未決定等的百分比，now寬頻電視及香港01則先除去不投票或未決定的百分比。有線電視新聞台於8月25日下午宣布，因為政治組織民主動力贊助港大民調，有線作為傳媒機構，不適宜與政治組織共同贊助民調，作選舉工程之用，故此由即日起，不會再公佈港大民意研究計劃的立法會選舉滾動民調數據。而now寬頻電視亦會在8月26日起停止公佈此民調數據，不過另一個傳媒機構香港01則表示沒有證據質疑港大民研的選舉滾動民調不具備獨立性，因此會如常公佈。
另外其他的機構亦有為此次立法會選舉進行民意調查。

## 投票與點票安排

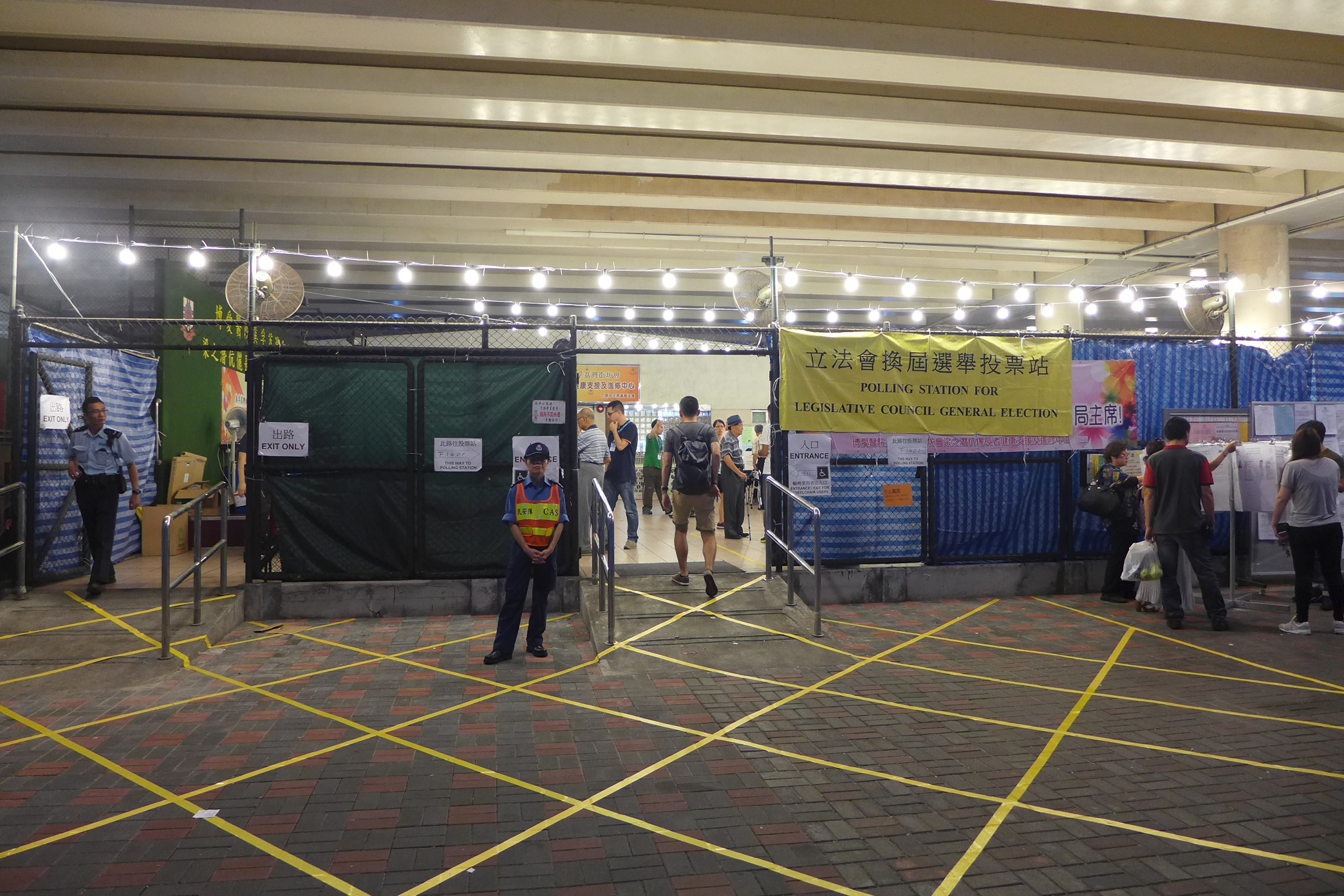
美孚的投票站

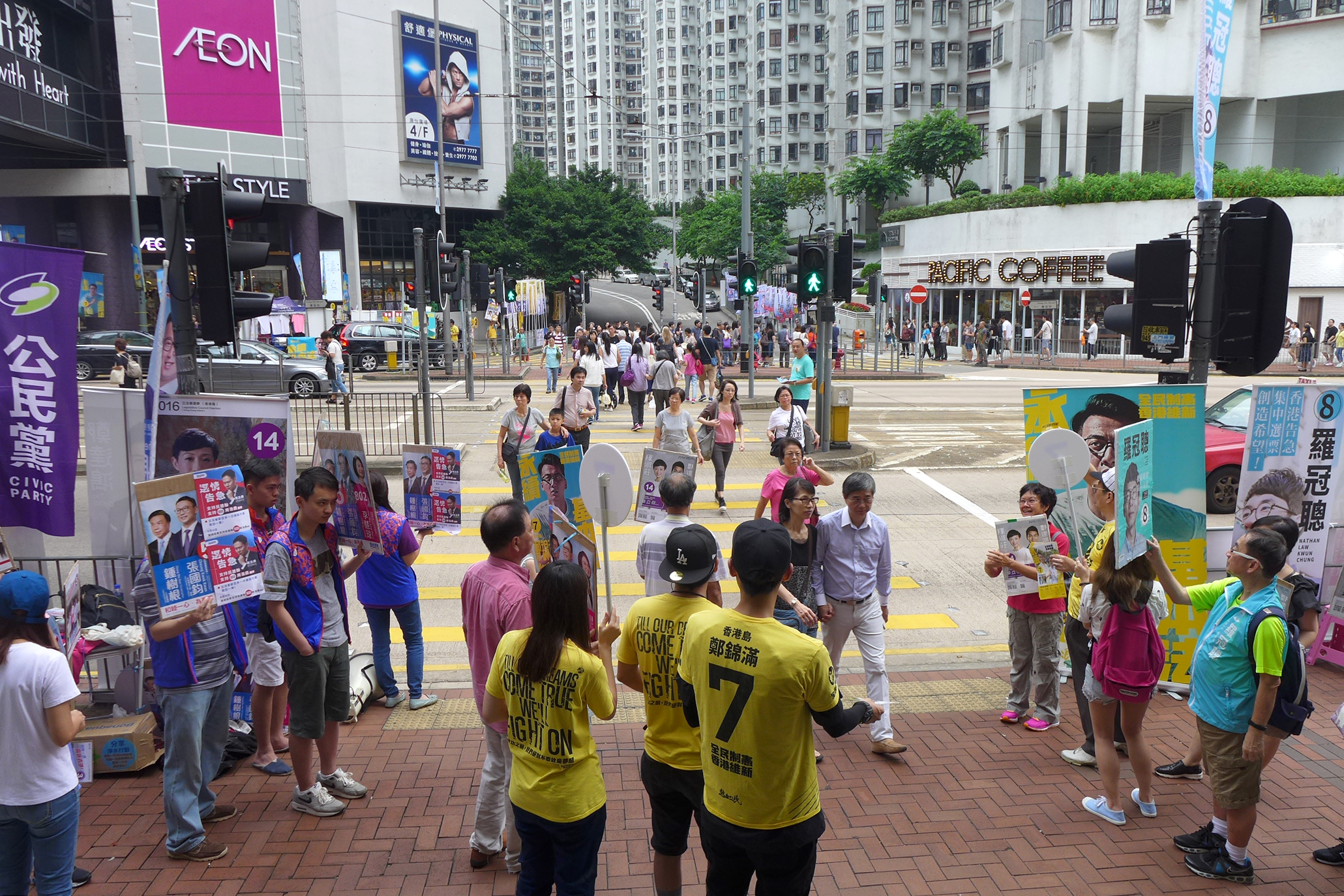
投票日當日，康怡廣場外有不少政黨設立街站（香港島選區）

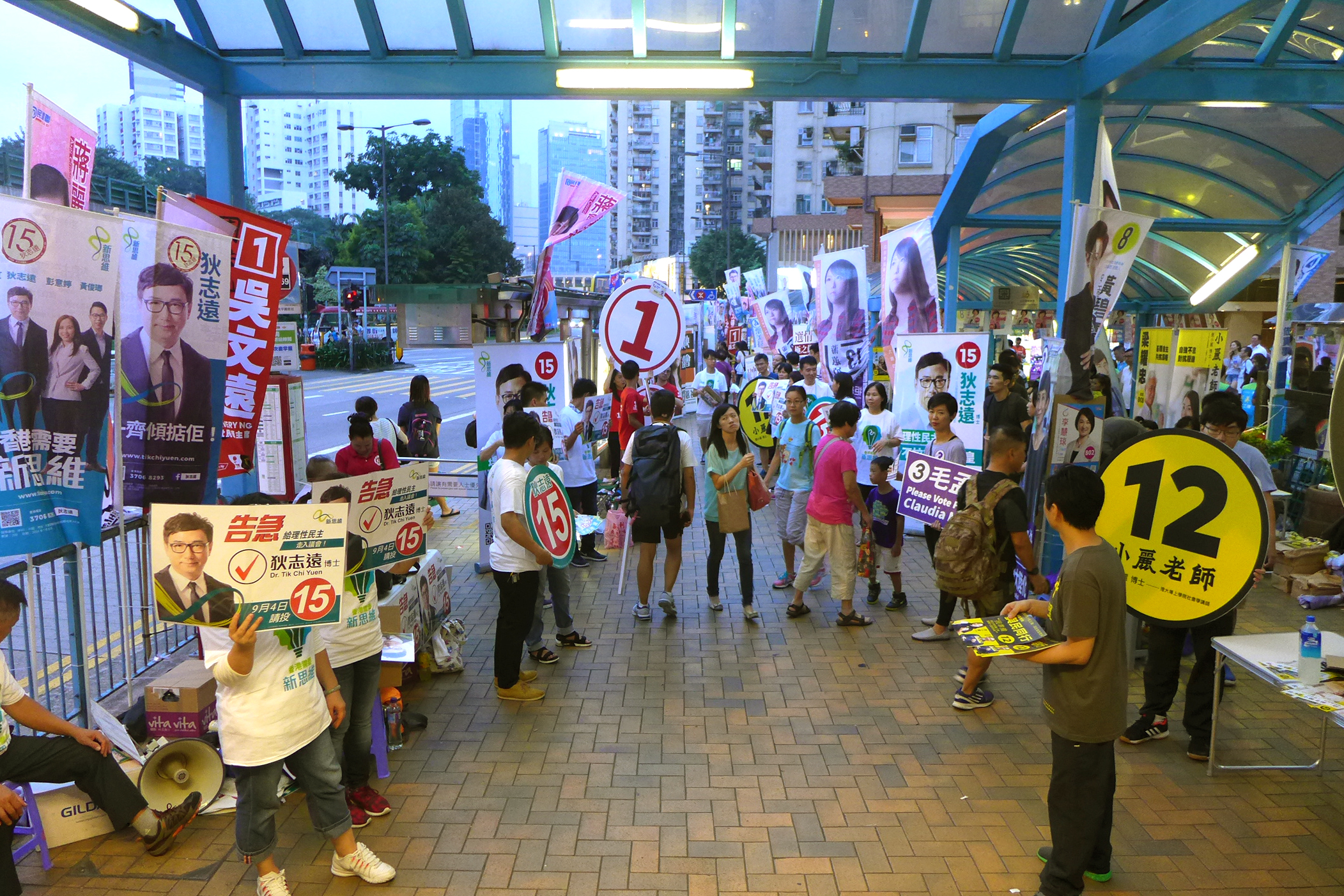
投票日當日，旗海滿佈美孚站外（九龍西選區）

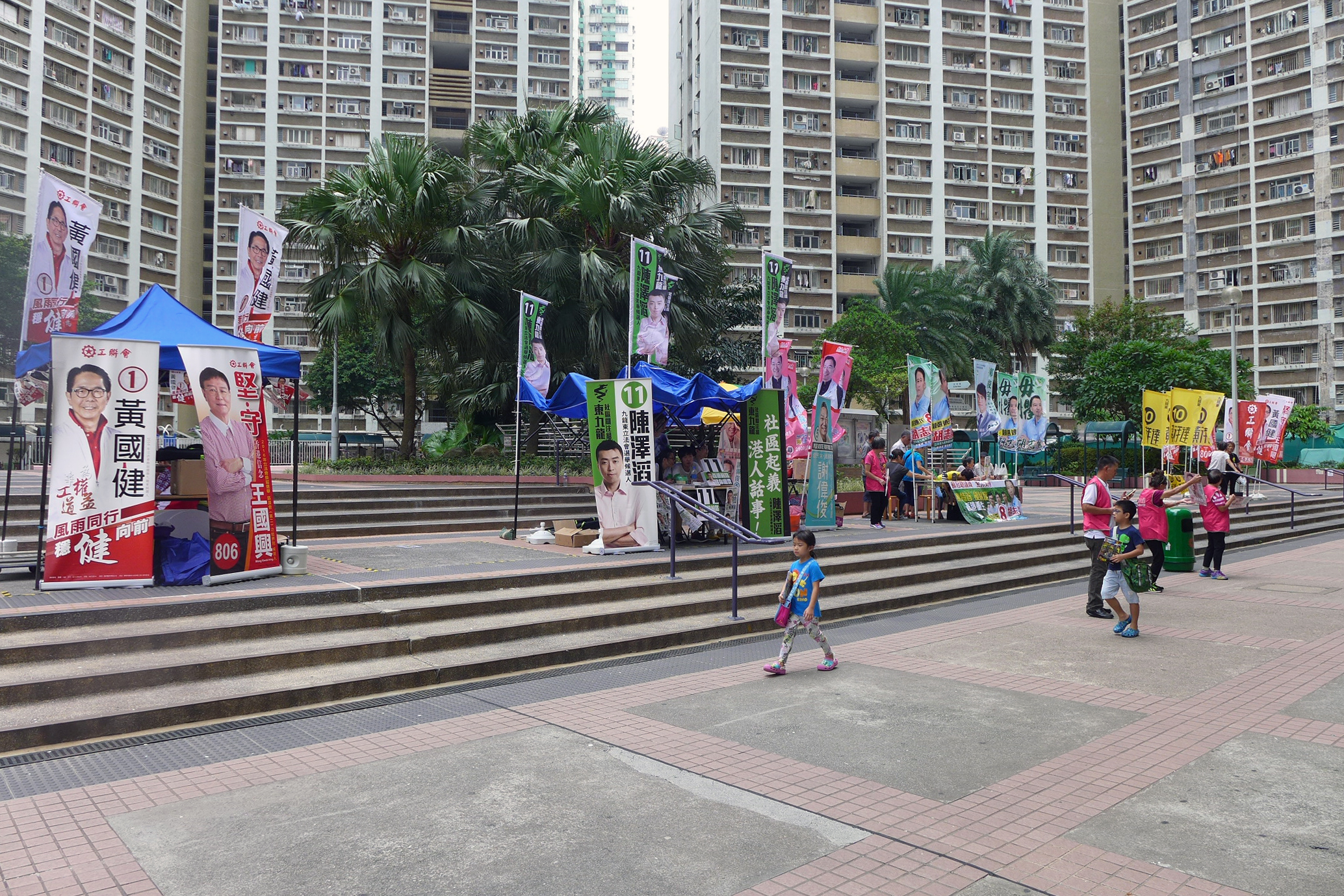
投票日當日，樂華南邨內的競選活動（九龍東選區）

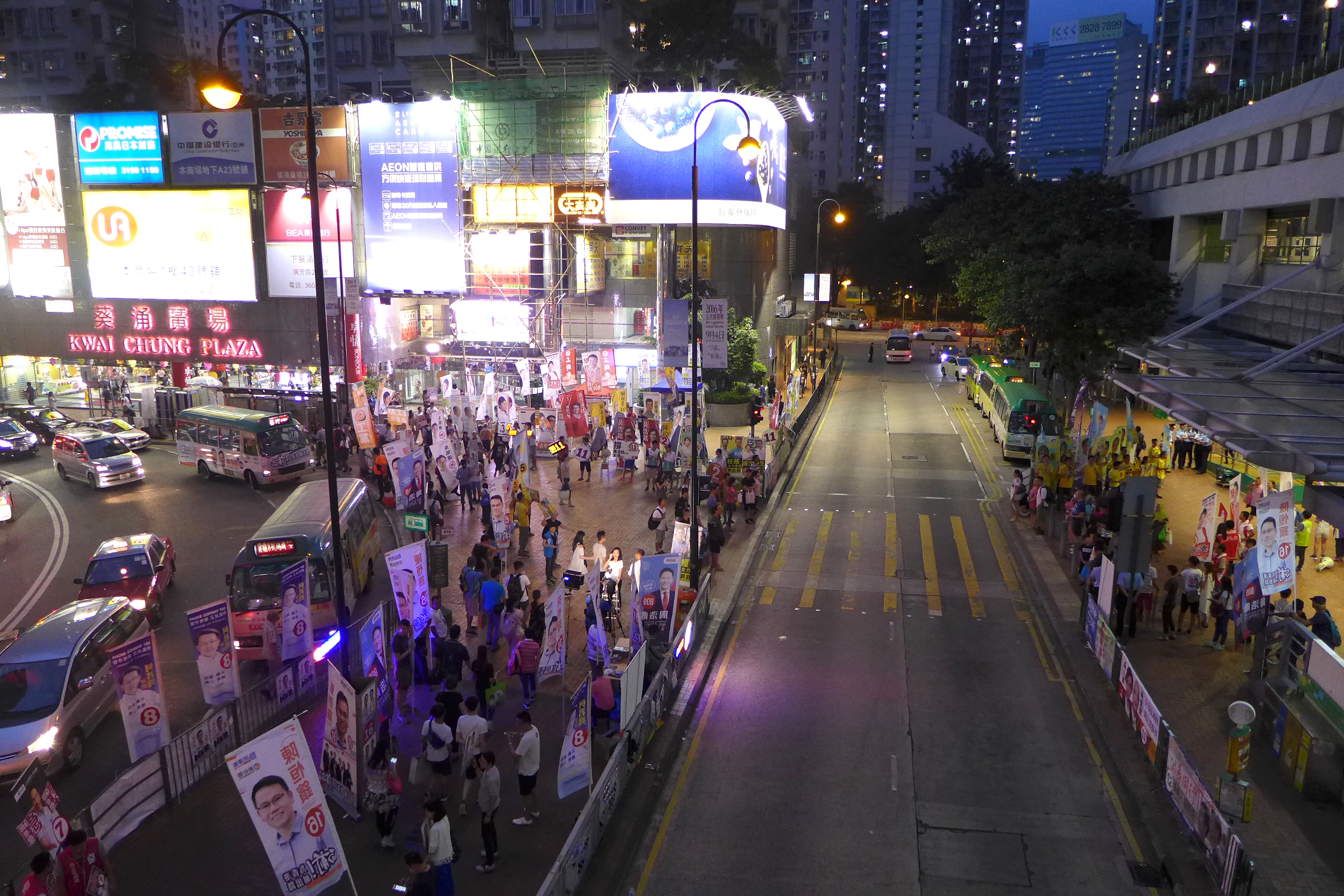
投票日當日，葵芳站外有不少政黨設立街站（新界西選區）

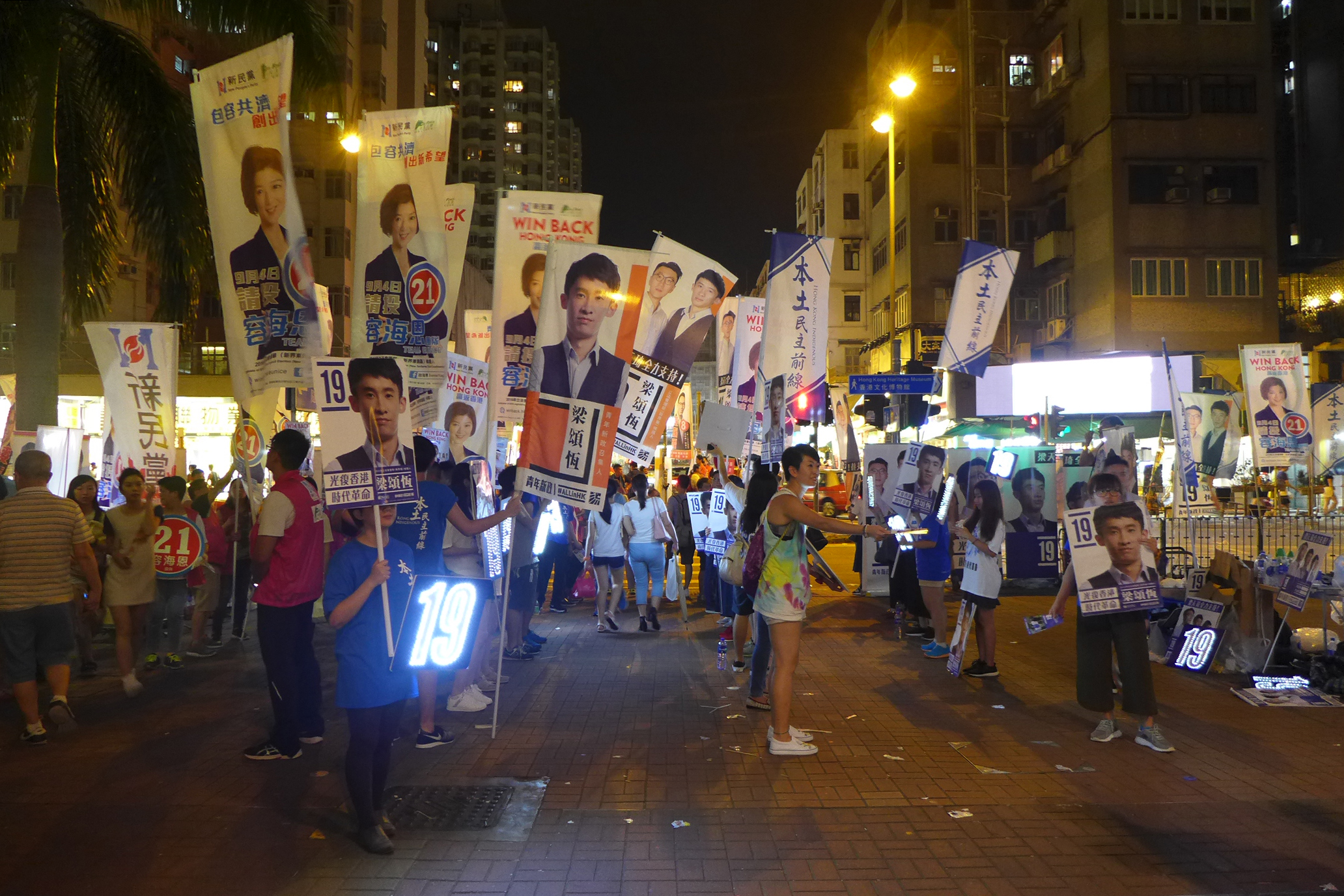
投票日晚上，多個政黨助選義工在大圍站外進行最後衝刺（新界東選區）

選舉事務處8月29日起，一連六日，開放四個模擬投票站，讓選民熟習投票程序。四個模擬投票站分別位於禮頓山社區會堂、梁顯利油麻地社區中心、屯門井財街社區會堂和大埔社區中心，由8月29日開放至9月3日，參觀時間為中午12時至晚上8時。
投票於2016年9月4日（星期日）早上7時30分至晚上10時30分舉行。當日全港571個一般投票站及24個專用投票站開放予各地方選區及各有競逐的功能界別的已登記選民投票。選票和票箱將以不同顏色方便選民區分選票種類：地方選區為藍色；區議會（第二）功能界別為白色；其餘功能界別則為紅色。
投票結束後，大部份投票站改為點票站，以點算地方選區的選票。功能界別的選票則運往位於亞洲國際博覽館的中央點票站點算。各地方選區和功能界別選舉的最終結果，在博覽館內的新聞中心由選舉主任宣佈。

## 投票率

香港島地方選區得票分佈

九龍西地方選區得票分佈

九龍東地方選區得票分佈

新界西地方選區得票分佈

新界東地方選區得票分佈

區議會（第二）功能界別得票分佈

本屆立法會選舉在區議會（第二）功能界別（57.09%）及地區直選（58.28%）的投票率分別為2012年（第一次加入界別）及2004年以來最高。地區直選的投票率在下午1時半過後超過2012年選舉，晚上7點半超過2004年選舉的水平；區議會（第二）功能界別則於下午1時半起超越2012年選舉水平；其他有競爭的功能組別的投票率也創下了74.33%的新高（最低為2000年選舉的56.5%）。

### 地區直選投票率
| 年份 時間 | 1998   | 2000   | 2004   | 2008   | 2012   | 2016   |
| --------- | ------ | ------ | ------ | ------ | ------ | ------ |
| 08:30     | 1.18%  | 0.91%  | 1.33%  | 1.04%  | 1.32%  | 1.31%  |
| 09:30     | 3.59%  | 3.03%  | 4.03%  | 3.07%  | 3.90%  | 3.73%  |
| 10:30     | 7.14%  | 6.19%  | 7.86%  | 5.66%  | 7.48%  | 7.12%  |
| 11:30     | 11.14% | 9.61%  | 12.17% | 8.83%  | 11.34% | 11.05% |
| 12:30     | 15.33% | 12.75% | 16.39% | 11.76% | 15.14% | 14.99% |
| 13:30     | 18.62% | 15.48% | 20.26% | 14.42% | 18.49% | 18.88% |
| 14:30     | 21.7%  | 18.34% | 24.36% | 17.46% | 22.06% | 22.9%  |
| 15:30     | 25.32% | 21.12% | 28.21% | 20.23% | 25.46% | 26.93% |
| 16:30     | 29.89% | 23.87% | 32.15% | 23.52% | 29.04% | 31.16% |
| 17:30     | 34.25% | 26.56% | 35.87% | 26.78% | 32.64% | 35.3%  |
| 18:30     | 38.2%  | 29.41% | 39.67% | 30.03% | 36.24% | 39.55% |
| 19:30     | 41.93% | 32.3%  | 43.42% | 33.33% | 39.96% | 43.6%  |
| 20:30     | 45.46% | 35.25% | 47.39% | 36.66% | 43.85% | 47.83% |
| 21:30     | 49.3%  | 38.85% | 50.94% | 40.43% | 48.19% | 52.57% |
| 22:30     | 53.29% | 43.57% | 55.64% | 45.2%  | 53.05% | 58.28% |

### 區議會（第二）功能界別投票率
| 年份 時間 | 2012   | 2016   |
| --------- | ------ | ------ |
| 08:30     | 1.31%  | 1.28%  |
| 09:30     | 3.84%  | 3.68%  |
| 10:30     | 7.41%  | 7.04%  |
| 11:30     | 11.19% | 10.94% |
| 12:30     | 14.91% | 14.82% |
| 13:30     | 18.18% | 18.63% |
| 14:30     | 21.67% | 22.57% |
| 15:30     | 24.96% | 26.51% |
| 16:30     | 28.47% | 30.65% |
| 17:30     | 32.01% | 34.72% |
| 18:30     | 35.55% | 38.88% |
| 19:30     | 39.18% | 42.83% |
| 20:30     | 42.98% | 46.97% |
| 21:30     | 47.23% | 51.58% |
| 22:30     | 51.95% | 57.09% |

### 所有須投票的功能界別（區議會（第二）功能界別除外）投票率
| 年份 時間 | 1998   | 2000   | 2004   | 2008   | 2012   | 2016   |
| --------- | ------ | ------ | ------ | ------ | ------ | ------ |
| 08:30     | 1.48%  | 1.04%  | 1.62%  | 1.35%  | 1.86%  | 1.87%  |
| 09:30     | 4.31%  | 3.56%  | 4.62%  | 3.68%  | 4.89%  | 4.68%  |
| 10:30     | 8.51%  | 7.33%  | 8.97%  | 6.61%  | 9.16%  | 8.52%  |
| 11:30     | 13.33% | 11.54% | 14.11% | 10.71% | 13.84% | 13.04% |
| 12:30     | 18.44% | 15.6%  | 19.23% | 14.65% | 18.81% | 17.96% |
| 13:30     | 22.96% | 19.64% | 24.34% | 18.36% | 23.42% | 22.78% |
| 14:30     | 26.86% | 23.66% | 29.53% | 22.4%  | 28.26% | 27.53% |
| 15:30     | 31.87% | 27.69% | 34.73% | 26.46% | 33.29% | 32.73% |
| 16:30     | 37.1%  | 31.43% | 39.71% | 30.54% | 38.19% | 38.16% |
| 17:30     | 41.89% | 34.7%  | 44.3%  | 34.39% | 42.55% | 43.28% |
| 18:30     | 46.43% | 38.3%  | 49.07% | 38.55% | 47.18% | 48.78% |
| 19:30     | 51.01% | 42.35% | 54.02% | 42.99% | 52.23% | 54.23% |
| 20:30     | 55.06% | 46.15% | 58.99% | 46.53% | 57.34% | 59.56% |
| 21:30     | 59.17% | 50.42% | 63.81% | 52.66% | 63.03% | 65.95% |
| 22:30     | 63.5%  | 56.5%  | 70.1%  | 59.76% | 69.65% | 74.33% |

## 選舉結果及總結

### 選舉議席分佈
註解：「＊」：是次選舉中，因為本土年輕一族冒起，部分現任立法會議員選擇排第二，以確保第一位的新人／第二梯隊成員有足夠票源當選入立法會，他們本身已預料自己必然會落選。事實上，在這次選舉中排在次位的現任議員，均連任失敗，部分甚至引致失去政黨議席。
新任議員（26人）
- 首次晉身立會（26人）[66]：鄺俊宇、劉國勳、邵家輝、陳振英、吳永嘉、邵家臻、陸頌雄、何啟明、姚松炎、劉業強、容海恩、梁頌恆、林卓廷、朱凱廸、何君堯、鄭松泰、尹兆堅、譚文豪、柯創盛、游蕙禎、劉小麗、許智峯、羅冠聰、張國鈞、周浩鼎、陳沛然

連任議員（43人）
- 成功連任（41人）：涂謹申、梁國雄、李國麟、黃定光、陳克勤、黃國健、張宇人、林健鋒、梁君彥、石禮謙、李慧琼、梁美芬、葉劉淑儀、謝偉俊、陳健波、毛孟靜、郭榮鏗、陳志全、黃碧雲、胡志偉、葉建源、梁繼昌、莫乃光、蔣麗芸、梁志祥、陳恒鑌、葛珮帆、何俊賢、郭家麒、麥美娟、田北辰、馬逢國、潘兆平、易志明、鍾國斌、廖長江、張超雄、張華峯、姚思榮、盧偉國、楊岳橋
- 轉戰超級區議會成功（1人）：梁耀忠
- 轉戰地方直選成功（1人）：郭偉强

重返議會議員（1人）
- 成功重返議會（1人）：陳淑莊

連任失敗議員（8人）
- 爭取連任失敗（5人）：何秀蘭、李卓人、范國威、黃毓民、謝偉銓
- 轉戰超級區議會連任失敗（1人）：王國興
- 轉戰地方選區連任失敗（2人）：鄧家彪、馮檢基

議席分佈一覽
| 政治陣營 | 政治陣營     | 地方選區 | 地方選區 | 功能界別 | 功能界別 |
| 政治陣營 | 政治陣營     | 議員 | 總數     | 議員 | 總數     |
| -------- | ------------ | --- | -------- | --- | -------- |
|          | 建制派       | 民建聯（7席）－張國鈞、蔣麗芸、柯創盛、陳恆鑌、梁志祥、葛珮帆、陳克勤工聯會（3席）－郭偉强、黃國健、麥美娟新民黨（3席）－葉劉淑儀、田北辰、容海恩經民聯（1席）－梁美芬獨立（2席）－謝偉俊、何君堯 | 16       | 經民聯（6席）－劉業強、盧偉國、石禮謙、林健鋒、梁君彥、張華峯民建聯（5席）－何俊賢、黃定光、劉國勳、李慧琼、周浩鼎自由黨（4席）－易志明、鍾國斌、邵家輝、張宇人工聯會（2席）－何啟明、陸頌雄勞聯（1席）－潘兆平新論壇（1席）－ 馬逢國獨立（5席）－陳健波、姚思榮、廖長江、吳永嘉、陳振英 | 24       |
|          | 民主派       | 民主黨（5席）－許智峰、黃碧雲、胡志偉、尹兆堅、林卓廷公民黨（5席）－陳淑莊、毛孟靜、譚文豪、郭家麒、楊岳橋青年新政（2席）－游蕙禎、梁頌恆工黨（1席）－張超雄社民連（1席）－梁國雄人民力量（1席）－陳志全熱血公民（1席）－鄭松泰香港眾志（1席）－羅冠聰小麗民主教室（1席）－劉小麗獨立（1席）－朱凱廸 | 19       | 民主黨（2席）－鄺俊宇、涂謹申公專聯（2席）－梁繼昌、莫乃光公民黨（1席）－郭榮鏗街工（1席）－梁耀忠教協（1席）－葉建源獨立（3席）－李國麟、姚松炎、邵家臻 | 10       |
|          | 中間派或其他 | | 0        | 獨立（1席）－陳沛然 | 1        |

### 新舊交替
|  | 政黨            | 參選議員 | 前任議員           | 選區／界別     | 結果                     |
|  | --------------- | -------- | ------------------ | -------------- | ------------------------ |
|  | 民建聯          | 劉國勳   | 葉國謙（放棄連任） | 區議會（第一） | 自動當選                 |
|  | 民建聯          | 張國鈞   | 曾鈺成（放棄連任） | 香港島         | 成功                     |
|  | 民建聯          | 柯創盛   | 陳鑑林（放棄連任） | 九龍東         | 成功                     |
|  | 民主黨          | 鄺俊宇   | 何俊仁（失去資格） | 區議會（第二） | 成功                     |
|  | 民主黨          | 許智峯   | 單仲偕（名單次位） | 香港島         | 成功                     |
|  | 民主黨          | 林卓廷   | 劉慧卿（名單次位） | 新界東         | 成功                     |
|  | 公民黨          | 陳淑莊   | 陳家洛（放棄連任） | 香港島         | 成功                     |
|  | 公民黨          | 譚文豪   | 梁家傑（名單次位） | 九龍東         | 成功                     |
|  | 工聯會          | 郭偉强   | 王國興（轉換選區） | 香港島         | 成功（舊人連任失敗）     |
|  | 工聯會          | 王國興   | 陳婉嫻（放棄連任） | 區議會（第二） | 失敗                     |
|  | 工聯會          | 何啟明   | 郭偉强（轉換選區） | 勞工界         | 自動當選（舊人成功連任） |
|  | 工聯會          | 陸頌雄   | 鄧家彪（轉換選區） | 勞工界         | 自動當選（舊人連任失敗） |
|  | 自由黨          | 李梓敬   | 田北俊（名單次位） | 新界東         | 失敗                     |
|  | 街工            | 黃潤達   | 梁耀忠（轉換選區） | 新界西         | 失敗（舊人成功連任）     |
|  | 社民連/人民力量 | 黃浩銘   | 陳偉業（名單次位） | 新界西         | 失敗                     |
|  | 民協            | 何啟明   | 馮檢基（失去資格） | 區議會（第二） | 失敗                     |
|  | 經民聯          | 劉業強   | 劉皇發（放棄連任） | 鄉議局         | 自動當選                 |

### 轉換選區／界別
|  | 政黨   | 議員   | 參選選區／界別 | 前任選區／界別 | 結果         |
|  | ------ | ------ | -------------- | -------------- | ------------ |
|  | 街工   | 梁耀忠 | 區議會（第二） | 新界西         | 成功         |
|  | 工聯會 | 郭偉强 | 香港島         | 勞工界         | 成功         |
|  | 工聯會 | 鄧家彪 | 新界東         | 勞工界         | 失敗         |
|  | 工聯會 | 王國興 | 區議會（第二） | 香港島         | 失敗         |
|  | 民協   | 馮檢基 | 新界西         | 區議會（第二） | 失敗         |
|  | 民主黨 | 何俊仁 | 新界西         | 區議會（第二） | 名單次位落選 |

### 爭取連任落選
|  | 政黨         | 議員                                                                         |
|  | ------------ | ---------------------------------------------------------------------------- |
|  | 民建聯       | 鍾樹根（排名單第二參選）                                                     |
|  | 自由黨       | 田北俊（排名單第二參選）                                                     |
|  | 工聯會       | 鄧家彪、王國興                                                               |
|  | 民主黨       | 劉慧卿（排名單第二參選）、單仲偕（排名單第二參選）、何俊仁（排名單第二參選） |
|  | 工黨         | 何秀蘭、李卓人                                                               |
|  | 公民黨       | 梁家傑（排名單第二參選）                                                     |
|  | 人民力量     | 陳偉業（排名單第二參選）                                                     |
|  | 普羅政治學苑 | 黃毓民                                                                       |
|  | 民協         | 馮檢基                                                                       |
|  | 新同盟       | 范國威                                                                       |
|  | 獨立         | 謝偉銓                                                                       |

### 各黨派得票及議席變化比較
| 政黨             | 政黨             | 政黨             | 地方選區  | 地方選區 | 地方選區 | 地方選區 | 傳統 功能界別 | 區議會（第二） | 區議會（第二） | 區議會（第二） | 區議會（第二） | 總議席 | ±   |
| 政黨             | 政黨             | 政黨             | 票數      | %        | ±        | 議席     | 傳統 功能界別 | 票數           | %              | ±              | 議席           | 總議席 | ±   |
| ---------------- | ---------------- | ---------------- | --------- | -------- | -------- | -------- | ------------- | -------------- | -------------- | -------------- | -------------- | ------ | --- |
|                  |                  | 民建聯           | 361,617   | 16.68    | ▼ 3.54   | 7        | 3             | 568,561        | 29.77          | ▼ 0.19         | 2              | 12     | ▼ 1 |
|                  | 工聯會           | 169,854          | 7.83      | ▲ 0.77   | 3        | 2        | 233,236       | 12.21          | ▼ 3.36         | 0              | 5              | ▼ 1    |     |
|                  | 新民黨           | 167,589          | 7.73      | ▲ 3.97   | 3        |          |               |                |                |                | 3              | ▲ 1    |     |
|                  | 經民聯           | 49,745           | 2.29      |          | 1        | 6        |               |                |                |                | 7              |        |     |
|                  | 自由黨           | 21,500           | 0.99      | ▼ 1.7    | 0        | 4        |               |                |                |                | 4              | ▼ 1    |     |
|                  | 正義聯盟         | 2,938            | 0.14      |          |          |          |               |                |                |                | 0              |        |     |
|                  | 愛港之聲         | 2,444            | 0.11      |          |          |          |               |                |                |                | 0              |        |     |
|                  | 香港政研會       | 1,542            | 0.07      |          |          |          |               |                |                |                | 0              |        |     |
|                  | 勞聯             |                  |           |          |          | 1        |               |                |                |                | 1              |        |     |
|                  | 新論壇           |                  |           |          |          | 1        |               |                |                |                | 1              |        |     |
|                  | 獨立建制派       | 93,787           | 4.32      |          | 2        | 5        |               |                |                |                | 7              | ▼ 1    |     |
| 建制派總計       | 建制派總計       | 建制派總計       | 871,016   | 40.17    | ▼ 2.49   | 16       | 22            | 801,797        | 41.98          | ▼ 3.45         | 2              | 40     | ▼ 3 |
|                  |                  | 民主黨           | 199,876   | 9.22     | ▼ 4.43   | 5        |               | 735,597        | 38.51          | ▲ 4.25         | 2              | 7      | ▲ 1 |
|                  | 公民黨           | 207,885          | 9.59      | ▼ 4.49   | 5        | 1        | 28,311        | 1.48           |                | 0              | 6              |        |     |
|                  | 工黨             | 101,860          | 4.7       | ▼ 1.49   | 1        |          |               |                |                |                | 1              | ▼ 3    |     |
|                  | 人民力量         | 85,084           | 3.86      | ▼ 5.87   | 1        |          |               |                |                |                | 1              | ▼ 1    |     |
|                  | 社民連           | 70,935           | 3.27      | ▼ 1.59   | 1        |          |               |                |                |                | 1              |        |     |
|                  | 民協             | 33,255           | 1.53      | ▼ 0.16   | 0        |          | 17,175        | 0.9            | ▼ 15.57        | 0              | 0              | ▼ 1    |     |
|                  | 新同盟           | 31,595           | 1.46      | ▼ 0.12   | 0        |          | 23,631        | 1.24           |                | 0              | 0              | ▼ 1    |     |
|                  | 街工             | 20,974           | 0.97      | ▼ 1.45   | 0        |          | 303,457       | 15.89          |                | 1              | 1              |        |     |
|                  | 前綫             | 2,603            | 0.12      |          | 0        |          |               |                |                |                | 0              |        |     |
|                  | 維園衝鋒         | 680              | 0.03      |          | 0        |          |               |                |                |                | 0              |        |     |
|                  | 公專聯           |                  |           |          |          | 2        |               |                |                |                | 2              |        |     |
|                  | 教協             |                  |           |          |          | 1        |               |                |                |                | 1              |        |     |
|                  | 獨立泛民主派     | 26,421           | 1.22      |          | 0        | 3        |               |                |                |                | 3              | ▲ 2    |     |
| 泛民主派總計     | 泛民主派總計     | 泛民主派總計     | 781,168   | 36.02    | ▼ 20.14  | 13       | 7             | 1,108,171      | 58.02          | ▲ 7.29         | 3              | 23     | ▼ 4 |
|                  |                  | 熱血公民         | 110,322   | 5.09     |          | 1        |               |                |                |                |                | 1      | ▲ 1 |
|                  | 青年新政         | 68,568           | 3.16      |          | 2        |          |               |                |                |                | 2              | ▲ 2    |     |
|                  | 香港眾志         | 50,818           | 2.34      |          | 1        |          |               |                |                |                | 1              | ▲ 1    |     |
|                  | 小麗民主教室     | 38,183           | 1.76      |          | 1        |          |               |                |                |                | 1              | ▲ 1    |     |
|                  | 香港復興會       | 23,635           | 1.09      |          | 0        |          |               |                |                |                | 0              |        |     |
|                  | 普羅政治學苑     | 20,219           | 0.93      |          | 0        |          |               |                |                |                | 0              | ▼ 1    |     |
|                  | 東九龍社區關注組 | 12,854           | 0.59      |          | 0        |          |               |                |                |                | 0              |        |     |
|                  | 蒞地基督徒       | 812              | 0.04      |          | 0        |          |               |                |                |                | 0              |        |     |
|                  | 獨立本土自決派   | 86,083           | 3.97      |          | 1        |          |               |                |                |                | 1              | ▲ 1    |     |
| 本土自決派總計   | 本土自決派總計   | 本土自決派總計   | 411,893   | 19       |          | 6        |               |                |                |                |                | 6      | ▲ 5 |
|                  |                  | 專業動力         | 34,544    | 1.59     |          | 0        |               |                |                |                |                | 0      |     |
|                  | 民主思路         | 18,112           | 0.84      |          | 0        |          |               |                |                |                | 0              |        |     |
|                  | 新思維           | 13,461           | 0.62      |          | 0        |          |               |                |                |                | 0              |        |     |
|                  | 獨立身份         | 38,217           | 1.76      |          | 0        | 1        |               |                |                |                | 1              | ▲ 1    |     |
| 中間派或其他總計 | 中間派或其他總計 | 中間派或其他總計 | 104,334   | 4.81     | ▲ 3.71   | 0        | 1             |                |                |                |                | 1      | ▲ 1 |
| 有效票總計       | 有效票總計       | 有效票總計       | 2,168,411 | 100      |          | 35       | 30            | 1,909,968      | 100            |                | 5              | 70     |     |

### 陣營總得票分佈
| 政治陣營 | 政治陣營       | 票數      | 佔比   | 2012年得票佔比 |
| -------- | -------------- | --------- | ------ | -------------- |
|          | 建制派         | 871,016   | 40.17% | 42.66%         |
|          | 民主派         | 1,193,061 | 55.02% | 56.24%         |
|          | 中間派或其他＊ | 103,334   | 4.81%  | 1.1%           |

民主陣營於十八區的得票

建制陣營於十八區的得票

- 備註：「＊」包括新思維、民主思路候選人，以及王維基、方國珊等人。

### 廢票
廢票是指無效的選票，如白票、填寫不當、塗污了的選票等，算法是把總投票數字減去有效票數的數字；而廢票率則是廢票數量占總投票數字的百分比，公式如下：
對每個選區／功能界別而言：
| 有效票數 = ∑(各候選人票數)      |
| 廢票量 = 總票數 - 有效票數      |
| 廢票率 = 廢票量 ÷ 總票數 × 100% |

依以上定義運用前述公式作簡單計算，1998年以來歷屆廢票率見下表：
| 2016立法會選舉分區廢票統計 | 2016立法會選舉分區廢票統計 | 2016立法會選舉分區廢票統計 | 2016立法會選舉分區廢票統計 | 2016立法會選舉分區廢票統計 |
| 選區／界別                 | 投票人數                   | 有效選票                   | 無效選票                   | 廢票率                     |
| -------------------------- | -------------------------- | -------------------------- | -------------------------- | -------------------------- |
| 全港                       | 2,202,283                  | 2,168,411                  | 33,872                     | 1.54%                      |
| 香港島                     | 381,330                    | 376,577                    | 4,753                      | 1.25%                      |
| 九龍西                     | 283,754                    | 278,871                    | 4,883                      | 1.72%                      |
| 九龍東                     | 336,738                    | 328,993                    | 7,745                      | 2.3%                       |
| 新界西                     | 613,070                    | 603,446                    | 9,624                      | 1.57%                      |
| 新界東                     | 587,391                    | 580,524                    | 6,867                      | 1.17%                      |
| 區議會（第二）             | 1,983,049                  | 1,909,968                  | 73,081                     | 3.69%                      |

| 1998-2016立法會選舉分區廢票率 | 1998-2016立法會選舉分區廢票率 | 1998-2016立法會選舉分區廢票率 | 1998-2016立法會選舉分區廢票率 | 1998-2016立法會選舉分區廢票率 | 1998-2016立法會選舉分區廢票率 | 1998-2016立法會選舉分區廢票率 | 1998-2016立法會選舉分區廢票率 |
| 年份                          | 全港                          | 香港島                        | 九龍西                        | 九龍東                        | 新界西                        | 新界東                        | 區議會（第二）                |
| ----------------------------- | ----------------------------- | ----------------------------- | ----------------------------- | ----------------------------- | ----------------------------- | ----------------------------- | ----------------------------- |
| 1998                          | 0.64%                         | 0.71%                         | 0.62%                         | 0.64%                         | 0.54%                         | 0.68%                         | 不適用                        |
| 2000                          | 0.86%                         | 1.05%                         | 0.81%                         | 1.03%                         | 0.77%                         | 0.68%                         | 不適用                        |
| 2004                          | 0.8%                          | 0.64%                         | 1.03%                         | 0.8%                          | 0.74%                         | 0.86%                         | 不適用                        |
| 2008                          | 0.57%                         | 0.46%                         | 0.56%                         | 0.71%                         | 0.61%                         | 0.56%                         | 不適用                        |
| 2012                          | 1.51%                         | 1.1%                          | 1.67%                         | 2.06%                         | 1.54%                         | 1.34%                         | 4.84%                         |
| 2016                          | 1.54%                         | 1.25%                         | 1.72%                         | 2.3%                          | 1.57%                         | 1.17%                         | 3.69%                         |

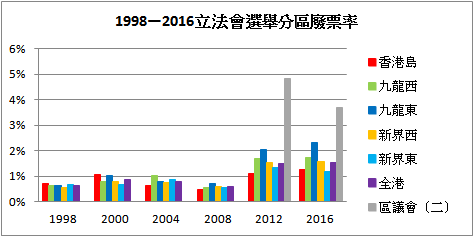

從上表以及右圖可見，整體而言由1998年至2008年的廢票率都表現穩定，保持在1%之下，數字屬於偏低，全港（撇除功能界別）的廢票率最多也不過0.86%，2012年的數字為1.51%，幾乎多了一倍，更比上一屆0.57%高了接近兩倍；而2016年的數字仍居高不下，且創新高達1.54%。
地方選區方面，全港累計共33,872張廢票，廢票率1.54%，廢票率最低是新界東的1.17%，最高為九龍東的2.30%。除新界東微跌外，各區的廢票率比上屆均全綫輕微上升，香港島、九龍西、九龍東、新界西分別是上屆的1.136倍、1.03倍、1.117倍、1.019倍，全港則是1.02倍，增幅以新界西最小，香港島最大。
區議會（第二）功能界別是第二屆舉行，廢票共計73,081張，較上屆的80,921張減少7,840張，佔總票數的3.69%，是地方選區全港廢票33,872的2.16倍、廢票率1.54%的2.4倍。

## 選後統計
得票率
由於每個地方選區／功能界別選民基數都不同，因此所有得票數字不能直接比較。另因地方選區法定門檻每區不同，故此地方選區的得票率將會以得票除以法定門檻（即該名單得票是法定門檻的多少倍）作比較。功能界別的得票率則直接以得票百分率比較。
- 得票率最高當選名單（地方直選）：新界西地方選區土地正義聯盟朱凱廸名單（法定門檻的1.25倍／84,121票）
- 得票率最高當選名單（超級區選）：民主黨名單鄺俊宇（25.74%／491,667票）
- 得票率最高當選者（傳統功能界別）：飲食界自由黨候選人張宇人（79.03%／2,438票）

- 得票率最低當選名單（地方直選）：九龍西地方選區名單游蕙禎（法定門檻的0.44倍／20,643票）
- 得票率最低當選名單（超級區選）：民主黨名單涂謹申（12.77%／243,930票）
- 得票率最低當選者（傳統功能界別）：社會福利界候選人邵家臻（40.79%／4,603票）

- 得票率最高落選名單（地方選區）：新界東地方選區名單方國珊（法定門檻的0.54倍／34,544票）
- 得票率最高落選名單（超級區選）：工聯會名單王國興（12.21%／233,236票）
- 得票率最高落選者（傳統功能界別）：商界（第一）候選人自由黨陳浩濂（46.03%／388票）

- 得票率最低落選名單（地方選區）：新界東地方選區名單梁金成、邱文勁（法定門檻的0.005倍／305票）
- 得票率最低落選名單（超級區選）：民協名單何啟明（0.9%／17,175票）
- 得票率最低落選者（傳統功能界別）：社會福利界候選人黃成智（4.94%／557票）

- 未能得到選舉資助的地方選區名單數：40張（47.61%）
- 被沒收選舉按金的地方選區名單數：31張（36.9%）
- 未能得到選舉資助的功能界別名單數：4張
- 被沒收選舉按金的功能界別名單數：3張

年齡
- 最年輕議員（兼男議員）：香港島羅冠聰（23歲，打破1991年涂謹申以28歲之齡當選的紀錄）
- 最年輕女議員：九龍西游蕙禎 （25歲，打破歷屆紀錄）
- 最年長議員：地產及建造界石禮謙（71歲）
- 地方選區議員平均年齡：46.6歲[69]
- 功能界別議員平均年齡：52.2歲
- 全體議員平均年齡：49.4歲

性別
- 是次選舉出現自從首屆立法會採用比例代表制以來，首次出現所有當選者都是女性的比例代表制選區（九龍西）。
- 男議員數目：58人（82.86%）
- 女議員數目：12人（17.14%）

其他統計
- 連任最多屆的當選者：超級區議會涂謹申（自1991年立法局引入直選以來一直連任至今）

## 選後焦點
選舉結果，泛民主派、本土派和自決派在地區直選總共取得19席，比上屆多取一席，保住分組點票的否決權。功能界別方面，泛民主派成功保住「超級區議會」的三個席次，以及六個傳統功能界別議席，加上成功取得建築、測量及都市規劃界的功能組別議席，使泛民的功能界別議席增至10席。本土自決派（現稱「抗爭派」）和泛民主派的功能界別議席總數及直選議席總數均增加，合共取得29個議席。建制派在地方選區取得16席，功能界別取得24席，共取得40席。

### 地方選區焦點
今屆立法會選舉沒有新增議席，但由於每區名單數目增加以及政黨分散名單的策略，即使在比例代表制下，此次選舉再次出現自上屆以來沒有一張名單取得兩席或以上的情況。

#### 香港島
香港島選區在此次選舉中減少一席，選舉結果使上屆的泛民三席和建制四席，變為泛民和建制各平分三席，是自從2004年以來的首次，但本土派、自決派和泛民主派的得票總數與建制派的差距仍維持在三萬多票。
泛民主派方面，民主黨名單改由中西區區議員許智峯列為首位，上屆議員單仲偕則排名第二，旨在保住民主黨的一席。公民黨陳家洛放棄連任，將上屆選舉排名第二的陳淑莊列為首位再次參選。工黨何秀蘭則尋求連任。上屆落選的人民力量前主席劉嘉鴻與現任主席袁彌明再度聯手參選。此外，成立於雨傘運動後的泛民主派組織香港眾志由其主席羅冠聰參選，而本土派候選人則有熱血公民的鄭錦滿。
建制派方面，民建聯原本有意提交兩張參選名單，惟鑑於香港島減少一席，決定減少至一張名單。立法會主席曾鈺成不再連任，由副主席兼中西區區議員張國鈞排於名單首位參選，並希望現任議員鍾樹根排在第二位，鍾樹根對此表示不滿，曾考慮退黨自行參選，但隨後順從決定，確保民建聯能保住一席。工聯會上屆議員王國興轉戰超級區議會，由本身是東區區議員的勞工界議員郭偉強接替參選香港島。新民黨主席葉劉淑儀則尋求連任，而獲得自由黨支持的王維基也宣佈參選。
在選舉初期，新民黨的葉劉淑儀在民調中一直處於高位，甚至可以當選第二席，張國鈞和王維基在整個選舉過程中亦長期處於當選門檻的中層安全位置；公民黨的陳淑莊在泛民中則持續領先，許智峰和羅冠聰一直未能進入當選門檻，而鄭錦滿和劉嘉鴻的支持度甚至不足1%。後期，許智峯漸漸進入安全門檻，但何秀蘭則跌出當選門檻。民調顯示，郭偉強、羅冠聰、許智峯和何秀蘭在爭奪最後一席。在選舉前兩日，司馬文及徐子見先後宣布棄選，轉而支持羅冠聰和許智峯。選舉當日，「雷動計劃」亦呼籲選民支持許智峯和羅冠聰。
選舉結果中，香港眾志的羅冠聰以建制派以外的最高得票數當選，並以23歲之齡成為香港歷史上最年輕的立法會議員。許智峯成功承接民主黨單仲偕的議席。而港島最後一席的競爭則出乎意料，由民調領先的陳淑莊與王維基之間爭奪，最後陳淑莊以2081票之差取得最後一席，成功重返議會。何秀蘭受到「雷動計劃」的棄保效應影響，以19,376票未能連任，繼2004年敗選後再次結束議員生涯。鄭錦滿取得22,555票落敗，而劉嘉鴻則因熱血公民的票源分散，得票由上屆的萬多票下降至7,276票，並被沒收選舉按金。在建制派方面，葉劉淑儀成功連任，張國鈞和郭偉強也順利交棒，而鍾樹根則未能連任。民建聯的得票比上屆下降近3萬票，工聯會的得票則增加了五成，新民黨的得票更接近一倍增長。
| 政治陣營 | 政治陣營     | 所得議席 | 參選名單數 | 總得票  | 總得票比例 |
| -------- | ------------ | -------- | ---------- | ------- | ---------- |
|          | 建制派       | 3        | 4          | 150,424 | 39.95%     |
|          | 民主派       | 3        | 8          | 181,148 | 48.1%      |
|          | 中間派或其他 | 0        | 3          | 45,055  | 11.95%     |

#### 九龍西
九龍西選區於是次選舉新增一席。九龍西由本土派和泛民主派總數三席，變成本土派、自決派和泛民主派總數四席；建制派無法奪得新增一席，維持建制兩席的局面。
本土派、自決派和泛民主派方面，上屆三名九龍西議員，公民黨的毛孟靜，民主黨的黃碧雲以及普羅政治學苑的黃毓民都競逐連任。傘後團體如小麗民主教室及青年新政，亦分別派出劉小麗以及游蕙禎參選。上屆以些微票數之差落敗的民協譚國僑也捲土重來，而香港人社由社民連吳文遠空降參選。泛民主派陣營參選名單較上屆大幅增加。
建制派方面，民建聯的蔣麗芸及經民聯梁美芬均於此區尋求連任，力保九龍西建制派兩席。新思維狄志遠參選，希望取得建制派第三席，得到自由黨等建制派支持。
選舉初期的民調，民建聯蔣麗芸及經民聯梁美芬雙雙遙遙領先其他名單，更一度令第二席也可當選。本土派和泛民主派方面則有公民黨毛孟靜稍稍佔優，民主黨黃碧雲及普羅政治學苑黃毓民亦相對穩定，現任五人都在當選門檻中。劉小麗、游蕙禎以及狄志遠則被預計要爭奪餘下一席，而民協譚國僑則遠遠落後。到選舉後期，劉小麗支持度進入當選門檻，而游蕙禎亦追過黃毓民為第六位，令末席之爭變成普羅政治學苑黃毓民、青年新政游蕙禎爭奪最後一席，本土派在這個時候亦在網上對屬於「左膠」的劉小麗進行連番炮打狙擊，稱劉小麗為「小麗老母」，一度把劉小麗打成第六位，但劉小麗很快就回到中層位置。選前一週，黃毓民針對梁天琦支持游蕙禎開炮，並稱自己一票不能少，而熱普城系統亦於網上開始對毓民配票給游蕙禎的耳語進行消毒，甚至開炮攻擊本民前及青年新政。選舉前一日，本土派以全民退保學者方案的倡議人鍾劍華針對劉小麗支持「免供退保」，並視自己為學者方案倡議人的反彈，對劉小麗開炮，迫得劉小麗宣佈道歉。當日「雷動計劃」呼籲選民支持劉小麗及游蕙禎。
選舉結果，泛民主派的兩名女將成功連任，而黃毓民與游蕙禎一直爭奪最後一席，至最後一刻才以四百票之差敗於游蕙禎。首次參選的劉小麗及游蕙禎一同勝出，劉小麗得票更是自決派和泛民陣營中最高。建制派一如民調預期，蔣麗芸及梁美芬成功連任。九龍西於本屆全部六名議員均為女性（為時12日或兩個月直至游被高等法院褫奪議員資格），為香港歷史首次。
| 政治陣營 | 政治陣營     | 所得議席 | 參選名單數 | 總得票  | 總得票比例 |
| -------- | ------------ | -------- | ---------- | ------- | ---------- |
|          | 建制派       | 2        | 3          | 103,224 | 37.01%     |
|          | 民主派       | 4        | 8          | 160,279 | 57.23%     |
|          | 中間派或其他 | 0        | 4          | 14,969  | 5.76%      |

#### 九龍東
九龍東議席數量無增減，維持五席。結果與上屆相同，格局不變，泛民兩席建制三席。
本土派、自決派和泛民主派方面，民主黨胡志偉競逐連任。公民黨黨魁梁家傑退位讓賢，改由上屆排名單第二位的民航機師譚文豪排名單首位，自己排名單第二位「抬轎」。熱血公民黃洋達捲土重來，人民力量則派出譚得志出選，前綫黃大仙區議員譚香文亦再次參選，工黨主席胡穗珊、上屆於區議會選舉參選的傘兵陳澤滔亦以東九龍社區關注組名義參選，加入戰團。
建制派方面，民建聯陳鑑林今屆隱退，改由第二梯隊的觀塘區議員柯創盛接棒。工聯會黃國健繼上屆再度於九龍東尋求連任，報稱獨立的親建制派謝偉俊亦於本區尋求連任。謝偉俊於區議會選舉時跨區到灣仔樂活選區接妻子白韻琹棒，被視為有意取得超級區議會的入場券，但今屆繼續參選連任，他所獲得的建制樁腳有所增加，期望力保建制於九龍東的第三席。
選舉民調，黃國健及謝偉俊長期處於安定狀態，公民黨、民主黨的民調比較反覆，但後來也進入第三、第四位，反而民建聯一度有墮馬危機，需與黃洋達爭最後一席。選前兩日，工黨胡穗珊宣佈棄選，催化自決派和泛民主派的棄保效應。
選舉結果，民建聯柯創盛以超過五萬票成為眾名單之冠，成功接棒。工聯會黃國健、民主黨胡志偉及親建制的謝偉俊亦以約五萬票成功連任。公民黨譚文豪得票低於民調預期，僅以四萬五千票取得末席入局，保住了公民黨於九龍東的議席，九龍東於本屆全部五名議員均為男性。熱血公民黃洋達及人民力量譚得志上演上屆選舉翻版，熱血公民和人民力量互相搶奪票源，雙雙取得三萬多票高票落選。東九龍社區關注組陳澤滔則得到一萬三千多票，未能取得席位。
| 政治陣營 | 政治陣營 | 所得議席 | 參選名單數 | 總得票  | 總得票比例 |
| -------- | -------- | -------- | ---------- | ------- | ---------- |
|          | 建制派   | 3        | 4          | 148,805 | 45.23%     |
|          | 民主派   | 2        | 7          | 178,795 | 54.44%     |

#### 新界西
新界西議席數量無增減，維持全港最多的九席。本土派、自決派和泛民主派總數四席，建制派五席與上屆相同。泛民主派和建制派各有席位易手。
泛民主派方面，公民黨郭家麒、工黨李卓人競逐連任。人民力量陳偉業退位讓賢，改由社民連副主席黃浩銘排名單首位，自己排名單第二位「抬轎」。街工梁耀忠轉戰超級區議會(區議會第二功能界別)，改由上兩屆選舉排名單第二的葵青區議員黃潤達排名單首位。上屆因配票失利而失落議席的民主黨，今屆則只派一張名單參選，由落選葵青區議員的副主席尹兆堅排名單首位，現任議員何俊仁及前議員李永達則分別排於名單第二及第三位「抬轎」。去年區議會選舉落敗的民協馮檢基，因無法再於超級區議會競逐連任，而「空降」新界西參選。本土派的熱血公民派出鄭松泰參選，主打永續基本法及全民制憲；青年新政亦派出時任發言人黃俊傑參選。主張「民主自決」的社區公民約章朱凱廸亦於新界西參選，前人民力量成員湯詠芝亦循新界西參選，加入戰團。
建制派方面，上屆受惠於泛民配票失利而取得三席的民建聯，資深議員譚耀宗不再參選，梁志祥及陳恒鑌則競逐連任，繼續分拆名單出選，但名單數目由上屆的三張減少至兩張。梁志祥繼續以元朗、天水圍及離島鄉郊為責任區，並接收上屆譚耀宗的責任區屯門；陳恒鑌則與上屆一樣，專責荃灣、葵青及離島(東涌、長洲、愉景灣)。新民黨副主席田北辰、工聯會麥美娟亦爭取連任。上屆落敗的何君堯則捲土重來，自由黨亦派出元朗區議員周永勤參選，報稱獨立的離島區議員鄺官穩亦參選。
選舉初期，新民黨的田北辰民調一直處於高位，甚至可以當選第二席，民建聯梁志祥、陳恒鑌，工聯會麥美娟亦長期在當選門檻中，而公民黨的郭家麒一直在泛民中領先，民協馮檢基、工黨李卓人及青年新政黃俊傑亦曾一直處於當選門檻中，而黃潤達、尹兆堅、鄭松泰、黃浩銘等、何君堯則一直未能進入門檻，朱凱廸最初的支持度更只有約1%，而後期變成尹兆堅、鄭松泰、何君堯、朱凱廸進入當選門檻，而朱凱廸的位置卻愈來愈高，選前一日更升至第二位，但李卓人、馮檢基及黃俊傑則跌出當選門鑑，田北辰的支持度亦回落，不足以取得兩席。民調顯示郭家麒、梁志祥、黃浩銘以及黃潤達等爭奪最後一席。
在八月發生「時代力量助選事件」，身為青年新政發言人的黃俊傑向本土新聞透露，台灣政黨時代力量的立委將會前來香港為青年新政站台，但事後立場新聞向黃求證時，黃卻指本土新聞錯誤，而時代力量則聲明立委並無來港站台的計劃，本土派對黃的不滿籍此事件爆發，令黃俊傑被迫辭去青年新政發言人一職，而且黃的民調大幅回落而跌出當選門檻，出現本土派「棄黃保鄭」效應。而周永勤則於有線電視的論壇中，受何君堯的助選團的錄音影響，聲稱受威脅而宣佈停止選舉工程，令何君堯變成眾矢之的，一度令何的民調上升。選前兩日因為棄選潮的影響，民調一直低落的張慧晶，宣布停止競選工程，並呼籲支持者轉投公民黨郭家麒或街工黃潤達。選舉當日「雷動計劃」呼籲選民支持黃浩銘及李卓人，在晚上八時再宣佈集中支持李卓人一人。
結果，選舉初期民調支持度大落後的朱凱廸「爆冷」取得最高票數當選，得票比法定當選門檻還要高近17,000票，成為今屆地區直選得票最高的候選人。其次為新民黨田北辰，民建聯陳恒鑌、梁志祥、工聯會麥美娟亦當選連任，得票亦大幅增加，熱血公民鄭松泰亦高票當選、公民黨郭家麒亦一如預料之中得票回落，但當選連任。尹兆堅亦為民主黨重奪新界西議席，最後一席則由何君堯與李卓人爭奪，何最後以五千多票之差奪得。本屆易手的建制派席位，由民建聯譚耀宗變成了何君堯。至於非建制派席位變動較大，只有公民黨郭家麒成功連任，街工、工黨、人民力量的席位則分別由民主黨、朱凱廸及熱血公民取代。
| 政治陣營 | 政治陣營 | 所得議席 | 參選名單數 | 總得票  | 總得票比例 |
| -------- | -------- | -------- | ---------- | ------- | ---------- |
|          | 建制派   | 5        | 8          | 267,729 | 44.37%     |
|          | 民主派   | 4        | 11         | 333,327 | 55.24%     |

#### 新界東
新界東議席數量無增減，維持全港最多的九席。本土派、自決派和泛民主派總數六席，建制派三席與上屆相同。泛民主派和建制派各有席位易手。
鑑於本民前梁天琦在新界東補選取得六萬票，泛民主派意識到，今屆的選情在本土派崛起下相當嚴峻，工黨張超雄、人民力量陳志全、社民連梁國雄、新同盟范國威，新東補選勝出的公民黨楊岳橋，均競逐連任。民主黨採用提名一張名單的策略，並決定新舊傳承，改由北區區議員兼總幹事林卓廷排頭位，黨主席劉慧卿排第二。本土派方面，本民前梁天琦原先報名參選新東，儘管最後因迫於形勢宣稱「擁護基本法」，惟因選舉主任審查政見宣佈提名無效，就選管會的動作，本民前意識到選舉主任可能宣告提名無效，於是在報名最後一日，已報名參選新界西的青年新政梁頌恒退選並調區參選，被稱為「Plan B」(當時選舉主任並未宣佈梁天琦提名無效)，由梁天琦站台及支援。熱普城的香港復興會陳云根參選新界東，主打「全民制憲」永續基本法。於三月宣佈不參選的前新界東議員鄭家富亦突然加入戰團。
建制派方面，民建聯葛珮帆及陳克勤繼上屆後，再次分拆兩張名單出選，前者以沙田西貢為責任區，後者則專責大埔及北區。自由黨田北俊退居次位，為深水埗區議員李梓敬抬轎，希望保住自由黨唯一的直選席位。沙田地區組織公民力量與新民黨結盟後，今屆由紅色商人容仁彪的女兒容海恩領軍擴展勢力進入新東。工聯會繼上次葉偉明鎩羽而歸後，今屆由勞工界議員鄧家彪轉戰新東直選。鄉事派有侯志強與原居民合組名單參選，勢必分薄原有鄉事票源。李偲嫣因涉嫌詐騙及虧空公款而被正義聯盟開除黨席，惟其後繼續以憑「正義聯盟」名義參選；陳玉娥亦以獨立名義參選，兩人均以狙擊泛民為目標。
民調預測民建聯兩張名單都會雙雙當選，公民黨楊岳橋亦會順利取得一席，其餘名單則捲入混戰當中。工黨張超雄於開初民調低迷，長期於當選門欖以外，楊宣佈與張合作聯合宣傳，令張的選情逐漸明朗化。而楊亦後來與不同新東泛民主派候選人進行直播，高峰時發展為一拖五(張、陳、梁、范、鄭)直播。人民力量陳志全與社民連梁國雄亦進行聯合宣傳，並呼籲支持者平分投票，但梁國雄的民調亦在當選門檻外，而陳志全的民調則大上大落(低潮期是1%)，被評為不太樂觀。新同盟范國威上屆以末席當選，今屆卻要與師父鄭家富爭票，令兩人都一直處於邊緣，選情為眾多競逐連任名單中最危急。熱普城的陳雲根、新民黨容海恩、自由黨李梓敬以及報稱獨立的方國珊於民調中亦不時在當選門檻當中，後來方國珊、青年新政梁頌恒的民調長期進入當選門檻，工聯會鄧家彪的支持度則長期於低位，而自由黨李梓敬在論壇攻擊新民黨容海恩有大量資源宣傳，是「西環契女」，而容在選舉論壇的表現答非所問，表現嚴重欠佳，外界傳出建制派會「棄彪保容」。
選舉結果，民建聯葛珮帆、公民黨楊岳橋、工黨張超雄、民建聯陳克勤、人民力量陳志全均高票成功連任，民主黨林卓廷亦成功從劉慧卿手上接棒。青年新政梁頌恆以三萬七千多票排第七當選，為青年新政奪得議席。新民黨容海恩並未受論壇表現欠佳所影響，憑公民力量的地區鐵票奪得新東第八席。新界東最後一席出乎意料由拒絕告急的社民連梁國雄與報稱獨立的方國珊爭奪，開票到最後一刻，由梁國雄以一千票之差險勝，奪得新東最後一席，亦保住了新東奇跡。本屆易手的建制派席位，由自由黨變成了新民黨。至於非建制派席位，就由青年新政從新同盟中奪得。
在選舉當日，新同盟的沙田「沙(角)、乙(明)、博(康)」三個區議員陳兆陽、趙柱幫、丘文俊三人公開幫鄭家富助選，被稱為「沙乙博兵變」。當日黃昏六時新同盟范國威緊急召開記者會兼直播譴責他們。事後范國威與鄭家富正式師徒決裂，泛民中人均不明鄭家富參選之原因。在新界西連任失敗的民協馮檢基更表示，范國威的落敗與自己去年區議會選舉落敗的情況相似，當時他亦被前黨友黃仲棋「鎅票」落選。事後鄭家富受盡泛民中人批評，稱他為「新東黃仲棋」、「翻版劉千石」。
| 政治陣營 | 政治陣營     | 所得議席 | 參選名單數 | 總得票  | 總得票比例 |
| -------- | ------------ | -------- | ---------- | ------- | ---------- |
|          | 建制派       | 3        | 8          | 200,834 | 34.6%      |
|          | 民主派       | 6        | 11         | 336,212 | 57.91%     |
|          | 中間派或其他 | 0        | 3          | 43,478  | 7.49%      |

### 超級區議會焦點

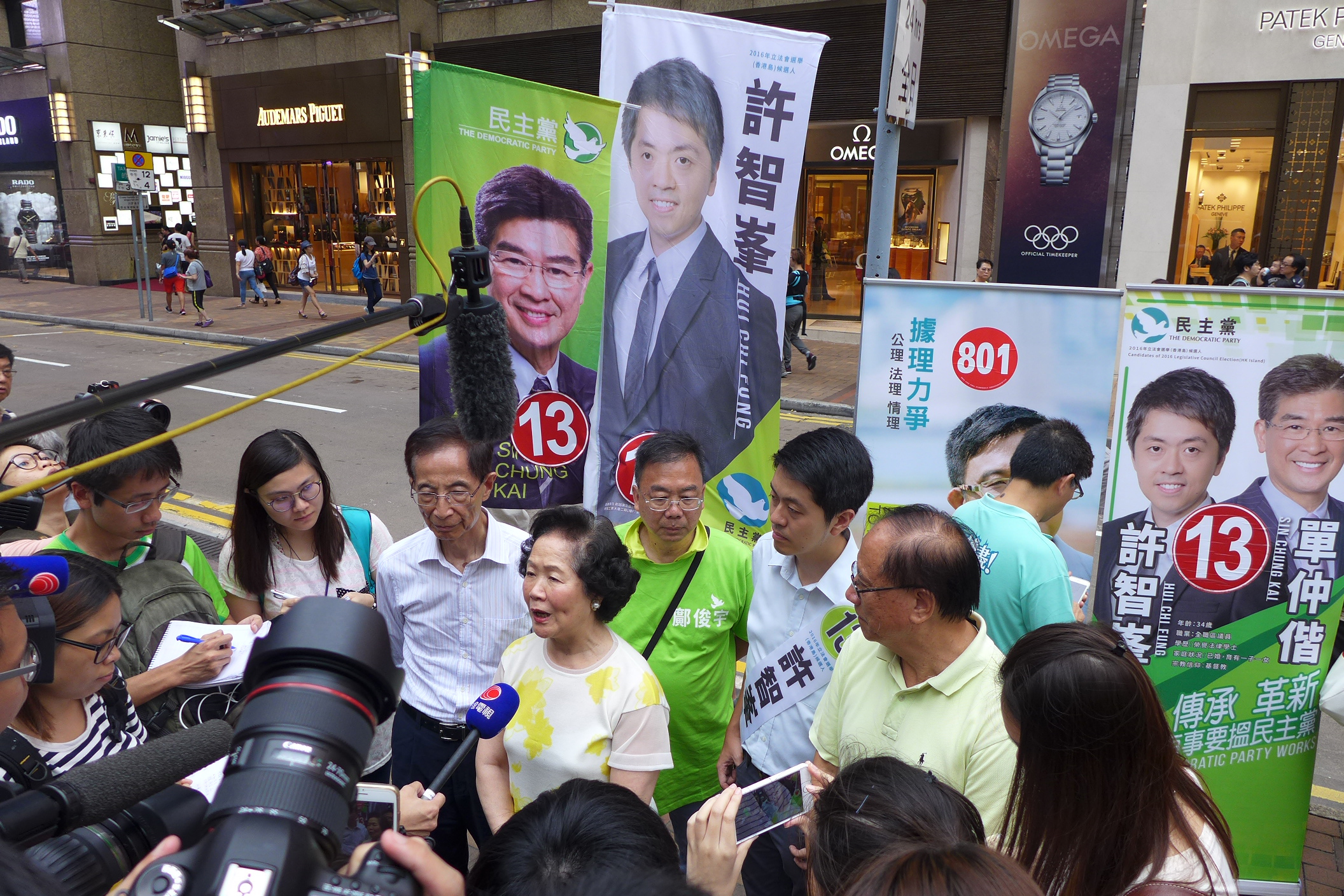
2016年9月4日投票日，前政務司司長陳方安生及民主黨元老李柱銘為民主黨「超級區議會」候選人鄺俊宇站台

超級區議會與上屆相同，由全港選民不分區投票產生一共五個席位。結果為上屆一樣，泛民三席建制兩席。
泛民主派由於新同盟不願意與泛民各政黨就超級區議會進行協調，於是出現六張名單混戰的局面，參選名單較界別所產生的五席更為多。民主黨派出涂謹申及鄺俊宇共兩張名單，民協派出何啟明接棒馮檢基的席位。上屆未有參選超區的街工，由梁耀忠從新界西轉到此界別競逐連任。公民黨及新同盟亦分別派出荃灣區議員陳琬琛及大埔區議員關永業出選，關永業參選時，曾聲稱「泛民配票可爭取超區四席」。沙田區議員陳國強爭取提名不足而無法入閘，引起部分本土派網民不滿，呼籲一票全投所有泛民主派候選人(即 All in six)，以示不滿。
建制派陣容和上屆大致相同，民建聯派出李慧琼及於年初補選落敗的周浩鼎共兩張名單，分別以港島九龍及新界為責任區，當中李慧琼為競逐連任。工聯會王國興在區議會選舉臨時到小西灣選區接陳靄群棒，明顯是為轉戰超級區議會作準備，王得到工聯會的提名接棒。建制派嚴控參選名單於三張，普遍被認為是希望透過配票對三席志在必得。
民主黨今屆的責任區與上屆有所不同，涂謹申主要是香港島與新界東，而鄺俊宇則為九龍兩區及新界西。民協就以現有樁腳區加上在新界西參選的馮檢基聯合宣傳，而梁耀忠則與性質相近的工黨合作，加上在九龍西亦與劉小麗連結。新同盟只依靠現有的樁腳區作宣傳。公民黨方面，五區的參選人在自己的面書宣傳中，亦有提到陳琬琛，亦比較少見陳琬琛與郭家麒(新界西候選人)的聯合宣傳，就算連橫額都只是聯同公民黨主席余若薇而非五區參選的候選人，就算是陳琬琛的地盤荃灣梨木樹邨，亦只見到陳琬琛自身的競選旗幟，到選舉後期，陳琬琛才與公民黨各區的候選人一同宣傳。陳琬琛在論壇公開揚言，若有惡法或爭議議題時願意辭職以啟動公投。
民調結構於選舉前期和後期均沒有太大變化，涂謹申及李慧琼領先其餘對手，李慧琼名單支持度更一度足夠名單第二位當選。工聯會王國興及街工梁耀忠亦長期於當選門欖內。超區末席則由民建聯周浩鼎、公民黨陳琬琛及民主黨鄺俊宇爭奪。在選舉初期，公民黨陳琬琛一度領先民主黨鄺俊宇，但八月中旬開始一直至最後，民主黨鄺俊宇已經拋離公民黨陳琬琛，雖然陳琬琛一度緊追，但無法超越鄺俊宇，亦無法長期與鄺俊宇打成平手。
選前兩日，在工黨胡穗珊宣佈棄選後，引起棄選的連鎖反應，民調長期低迷的民協何啟明先宣佈棄選，而陳琬琛亦在公民黨高層及各區參選人的陪同下，宣佈停止競選活動。而新同盟關永業在當晚接受訪問時否認棄選，但翌日早上，終究抵受不住「新同盟不棄選就懲罰范國威」的壓力下宣布棄選，令末席之爭變成「鄺鼎對決」。引來一些本土派的不滿，呼籲投票周浩鼎，以示不滿。
本來建制派的算盤是期望公民黨以該黨全港的聲望拉抬陳琬琛，尤其是最後一刻使出上屆的手段(刊登廣告宣佈告急吸收選票)，使陳琬琛與鄺俊宇互相爭持，令周浩鼎在尾席當選，但陳琬琛棄選令棄保效應發酵。建制派眼見情勢逆轉，轉而猛打泛民「圍標」，「泛民棄選不負責任」、「泛民操縱選舉」、「泛民金主肥佬黎(黎智英)操縱選舉」云云，期望挽回士氣。
選舉當日下午，民主黨眼見棄保效應過大，而眼見有些本為涂謹申的責任區轉支持鄺俊宇而宣佈為涂謹申告急，而涂謹申團隊亦為責任區轉向而反彈。當晚涂謹申一度把其面書照片轉為黑色以示不滿。

區議會（第二）功能界別得票率

選舉結果出現大反轉，民主黨鄺俊宇受惠於雷動計劃及泛民棄保的全港宣傳，奪得近五十萬票成為票王，以近二十萬票拋離排第二的李慧琼名單。街工梁耀忠及民建聯周浩鼎亦順利取得一席。末席一如意料之外卻由民調長期領放的涂謹申對選情較穩定的王國興爭奪。兩人分別取得二十多萬票，在開票途中，涂謹申只以千票的差距小幅領先王國興，後來差距漸漸拉大，最後涂謹申以約一萬票勝出，保住了泛民第三席。王國興曾先後於勞工界、新界西及香港島當選，本次為其首次轉區競逐連任失敗，結束其十二年的立法會議員生涯，引來不少市民到其位於小西灣的區議員辦事處外慶祝。
| 政治陣營 | 政治陣營 | 所得議席 | 參選名單數 | 總得票    | 總得票比例 |
| -------- | -------- | -------- | ---------- | --------- | ---------- |
|          | 建制派   | 2        | 3          | 801,797   | 41.98%     |
|          | 民主派   | 3        | 6          | 1,108,171 | 58.02%     |

### 傳統功能界別焦點
今屆共有12個議席自動當選，比上屆16席為少。今屆非建制派極部署參選多個功能界別，最後不但成功保住原有的6個議席，還多取1席，合共7席，是自回歸後非建制派奪得最多傳統功能界別議席的一次。
漁農界
此界別出現了「民建聯內鬥」的情況，現任議員何俊賢上屆從前任議員黃容根手上接棒。然而，黃於去年區議會選舉連任失敗，今屆他退出民建聯，復出參選，挑戰競逐連任的何。最後何俊賢以63票之差擊敗黃容根成功連任。
法律界
法律界自回歸後一直由泛民主派控制，上屆公民黨郭榮鏗成功從黨友吳靄儀手上接棒。在提名期結束前，建制派幾乎沒有搶奪該議席的意圖。在郭有望自動當選之際，報稱獨立，但實則為律師會的文理明宣布參選。最後郭榮鏗以接近2000票的差距大勝文理明成功連任。
教育界
教育界自成立以來一直由教協控制，上屆葉建源成功從張文光（同為民主黨成員）手上接棒。與法律界一樣，在提名期結束前，建制派幾乎沒有搶奪該議席的意圖。直至報名期開始後，報稱獨立，但實則為教聯會副主席的蔡若蓮參選。最後葉建源得到45,984票，以接近30000票的大比數差距成功連任，為歷屆最高票。
會計界
會計界自回歸後多次易手，自2004年起沒有議員成功連任。泛民主派雖然於2004年及2012年成功當選，但得票均不及兩名建制派參選人的合共得票。上屆公專聯副主席梁繼昌繫敗獲發展局局長陳茂波（前任會計界議員）支持的林志遠及前港進聯成員黃宏泰，成功搶灘。今屆林、黃二人沒有參選，改為支持被指獲中聯辦支持的陳弘毅。最後梁繼昌得到12,131票，以接近一倍的差距擊敗陳弘毅，成功連任。不但為歷屆最高票，亦是泛民主派首次於會計界以過半數得票當選。
醫學界
醫學界自梁家騮於2008年擊敗時任議員郭家麒後，議席一直落在中間派手上。今屆梁放棄連任，由香港公共醫療醫生協會會長陳沛然及前自由黨及民建聯成員兼九龍城區議員黃以謙競逐此界別。最後，陳沛然以5,626票，大比數擊敗得2,249票的黃以謙，為中間派保住醫學界議席。

### 整個選舉焦點
立法會選舉過後，在沒有新增議席的情況下，非建制派在地方選區上之議席由上屆的18席增加至19席，跟建制派的比對由18比17變至19比16，優勢相對增加。

## 選舉過後各候選人發展
- 新同盟范國威宣佈辭去當然執委，為鄭家富在投票日站台的四名黨員、包括三名區議員則被革除[102]。
- 黃洋達辭去熱血公民領導一職，並交棒給在新界西當選的鄭松泰，其後增設副手一職給鄭錦滿。
- 袁彌明辭任人民力量主席，並由陳志全暫代職務，其後正式接替主席職務。
- 香港眾志羅冠聰就「重奪公民廣場」被判社會服務令，律政司申請覆核判刑，要求改判各人即時入獄。若律政司上訴得直並被判監禁，且監禁刑期為三個月以上，或監禁刑期為一個月以上及經立法會出席會議的議員三分之二通過解除議員職務，羅將會失去立法會香港島地方選區議席，稍後亦會舉辦立法會補選填補議席[103][104][105][106]。但及後裁判官拒絕律政司的申請，維持原判，羅冠聰得以保留議席[107][108][109][110][111]，但律政司就「重奪公民廣場」上訴，並於2017年8月17日被高等法院上訴庭裁定上訴得直，羅冠聰被判8個月監禁[112][113][114][115][116][117]。
- 毛孟靜在2016年11月14日而正式退出公民黨，並以香港本土成員的身份擔任立法會議員[118][119][120][121]，令公民黨在立法會的議席由六席，減至五席。
- 周永勤在2016年12月而正式退出自由黨。
- 田北辰在2017年4月10日，與另外6位新界西的區議員退出新民黨[122][123][124][125][126]，並在同年5月7日組成新政黨「實政圓桌」[127]，令新民黨在立法會的議席由三席，減至兩席。
- 胡穗珊在2017年8月23日辭去工黨主席並退出工黨[128][129][130][131][132]，並在同年12月加入「社區前進」[133]，而工黨主席並由趙仕信暫代職務。
- 區諾軒在2017年9月而正式退出民主黨[134][135][136][137][138]。其後參加2018年3月香港立法會補選香港島選區，獲民主派成員支持，最終當選。
- 周偉雄在2018年1月而正式退出街工[139]。
- 譚香文在2018年4月25日而正式退出前綫[140]，並在2019年8月10日組成新政黨「反自動當選運動」[141]。
- 黃潤達在2018年7月1日而正式退出街工[142][143]。
- 馮檢基在2018年7月12日而正式退出民協[144][145][146][147][148][149][150][151]。其後參加11月補選，獲部分民協成員支持，其後敗選。
- 丁仕元及吳錦雄在2018年12月12日而正式退出民主黨[152][153][154][155][156]，並在同年5月30日組成新政黨「區政聯盟」[157][158]。
- 王威信在2019年3月2日而正式退出新民黨，並加入經民聯[159][160][161]。
- 麥嘉晉在2019年6月16日而正式退出民主思路[162]。
- 黃梓謙在2019年7月31日而正式退出民主思路[163]。
- 李偲嫣在2020年12月16日因2019冠狀病毒病病逝。

### 香港立法會宣誓風波和議員被取消資格
- 2016年11月15日，梁頌恆、游蕙禎被香港高等法院原訟庭裁定宣誓無效，議員資格被取消，同時頒禁制令，禁止以議員身份行事。兩人上訴至終審法院2017年8月敗訴，兩人議席在2018年3月補選被區議員范國威和鄭泳舜補上。
- 2017年7月14日，梁國雄、劉小麗、羅冠聰、姚松炎被香港高等法院原訟庭裁定宣誓無效，議員資格被取消，同時頒禁制令，禁止以議員身份行事[164][165][166][167][168][169][170][171]。除梁國雄外，三人放棄上訴，羅冠聰、姚松炎的議席在3月11日補選被區議員區諾軒和前立法會議員謝偉銓補上。劉小麗10月被取消參選資格後，由前立法會議員李卓人代表民主派參選，結果敗給建制派的前食物及衛生局政治助理陳凱欣。

## 相關節目
- 《2016立法會選舉：聽其言》：8月7日至28日逢星期日12:05-13:00在港台電視31、31A及無綫電視翡翠台播出，介紹候選名單及候選人政綱。

| 日期    | 介紹選區／界別 | 「星級聽其言」嘉賓                       | 備註                                                                             | 網上重溫                       |
| ------- | --- | ---------------------------------------- | -------------------------------------------------------------------------------- | ------------------------------ |
| 8月7日  | 區議會（第二）、保險界、鄉議局、會計界、漁農界、醫學界、進出口界、商界（第一）、商界（第二）、工業界（第一）、資訊科技界、航運交通界、地產及建造界、建築、測量、都市規劃及園境界 | 河國榮、陳柏宇、黃婉曼、BabyJohn、陳麗雲 | 商界（第一）N2候選人林健鋒以及功能界別自動當選候選人（進出口界除外）沒有拍攝片段 | 網上重溫（页面存档备份，存于） |
| 8月14日 | 九龍西選區、金融界、教育界、勞工界、飲食界、社會福利界、衞生服務界、工業界（第二）、區議會（第一）、批發及零售界、紡織及製衣界、體育、演藝、文化及出版界                         | 譚淇淇、唐寧                             | 九龍西9號候選人林依麗名單沒有拍攝片段                                            | 網上重溫（页面存档备份，存于） |
| 8月21日 | 香港島選區、新界西選區、工程界、法律界 |                                          |                                                                                  | 網上重溫（页面存档备份，存于） |
| 8月28日 | 九龍東選區、新界東選區、旅遊界、金融服務界 | 汪明荃、蒙嘉慧                           | 旅遊界M2候選人姚思榮沒有拍攝片段                                                 | 網上重溫（页面存档备份，存于） |

- 《立法會選舉快訊》：翡翠台，9月4日07:30、11:00、17:00、22:25。
- 《2016立法會選舉：開票直擊》：Now新聞台，9月4日22:30至9月5日09:00（ViuTV，9月5日00:30起聯播）。
- 《2016立法會選舉：點票直擊》：港台電視32，9月5日22:30-06:30。

## 註解
1. ↑  區議會（第二）功能界別議席只限區議員參選，需要獲得區議員提名，再由全港非傳統功能界別選民投票選出，為目前全港最大規模的民選選舉。未合傳統功能界別資格的選民，均有權在此界別投票。
2. ↑  「所得數目」是立法會的術語，由該地區在2016年所獲分配的議席數目乘以標準人口基數（210,586）計算出來。[10]
3. ↑  預計人口偏離所得數目的百分比，由預計人口減去所得數目，再除以所得數目計算出來。[10]正數表示該地區平均每個議席所代表的人口多於標準人口基數，負數表示該地區平均每個議席所代表的人口少於標準人口基數。
4. ↑  張超雄曾於2004-2008年擔任立法會社福界議員。
5. ↑  18專業團體由18個不同專業界別年輕人士組成，包括精算思政、進步會師、園境願景、思政築覺、藝界起動、思言財雋、前線科技人員、良心理政、保險起動、IT-Voice、杏林覺醒、護士政改關注組、規言劃政、法政匯思、進步教師同盟、放射良心、社工復興運動及量心思政。
6. ↑  指民建聯、工聯會、新民黨、詹培忠名單
7. ↑  指工黨、民主黨、人民力量、司馬文、公民黨、徐子見、熱血公民、香港眾志名單
8. ↑  指王維基、民主思路、沈志超名單
9. ↑  與香港粗口"問候別人母親"近似。
10. ↑  指民建聯、經民聯、香港政研會名單
11. ↑  指小麗民主教室、公民黨、民主黨、青年新政、普羅政治學苑、民協、社民連、維園衝鋒、本土力量名單
12. ↑  指新思維、香港關注會、李泳漢名單
13. ↑  指民建聯、工聯會、謝偉俊及愛港之聲名單
14. ↑  指民主黨、公民黨、熱血公民、人民力量、東九龍社區關注組、前線及工黨名單
15. ↑  指民建聯／新界社團聯會(2張)、新民黨、工聯會、自由黨、何君堯、香港政研會及鄺官穩名單
16. ↑  指街工、民主黨、熱血公民、公民黨、社民連／人民力量、工黨、青年新政、民協、蒞地基督徒、湯詠芝及朱凱廸名單
17. ↑  指民建聯／新界社團聯會(2張)、新民黨／公民力量、工聯會、自由黨、侯志強、正義聯盟及陳玉娥名單
18. ↑  指公民黨、工黨、人民力量、民主黨、青年新政、社民連、新同盟、香港復興會、鄭家富、黃琛喻及梁金成名單
19. ↑  指方國珊、民主思路、廖添誠名單
20. ↑  指民建聯(2張)及工聯會名單
21. ↑  指民主黨(2張)、街工、公民黨、新同盟及民協名單

## 外部連結
- 2016年立法會選舉官方網站 （页面存档备份，存于）
- on.cc東網－2016年立法會選舉專頁 （页面存档备份，存于）
- 香港經濟日報－2016年立法會選舉專頁 （页面存档备份，存于）
- 香港01－2016年立法會選舉專頁 （页面存档备份，存于）